# Германская императорская армия

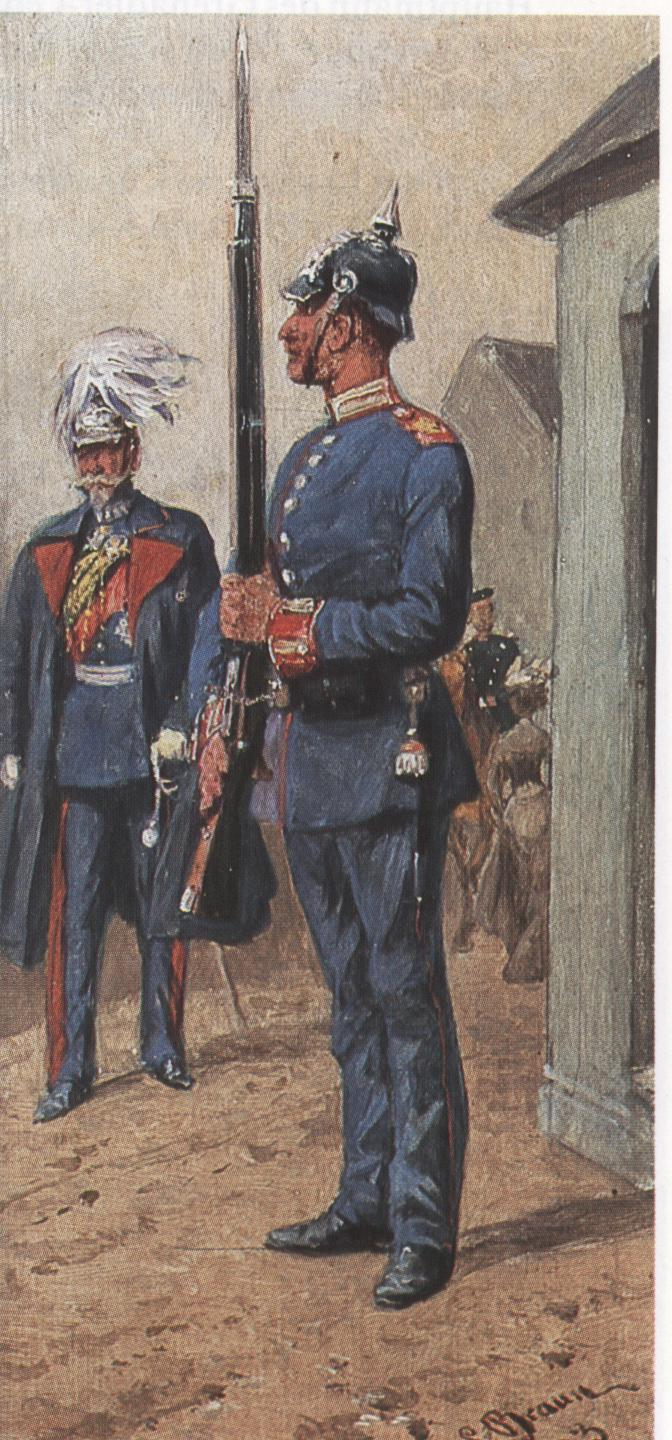
Луис Браун Часовой Баварского пехотного лейб-полка, 1903 год.

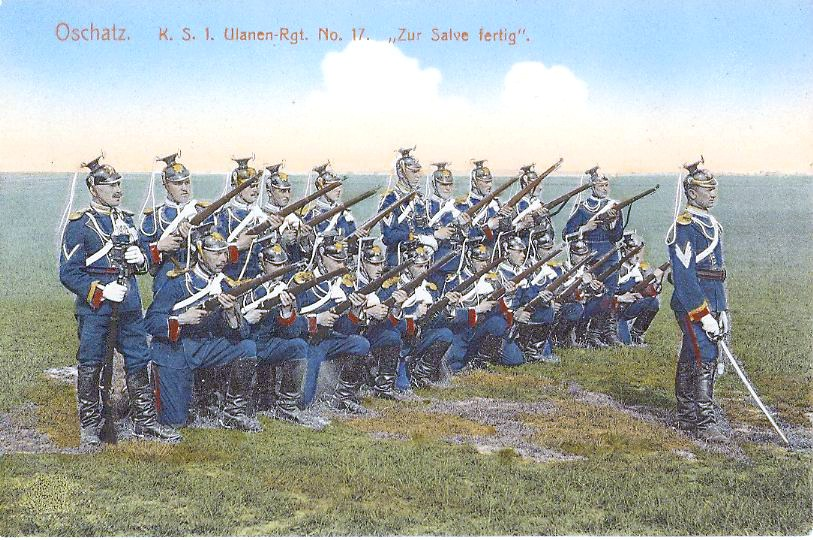
17-й уланский полк на учениях

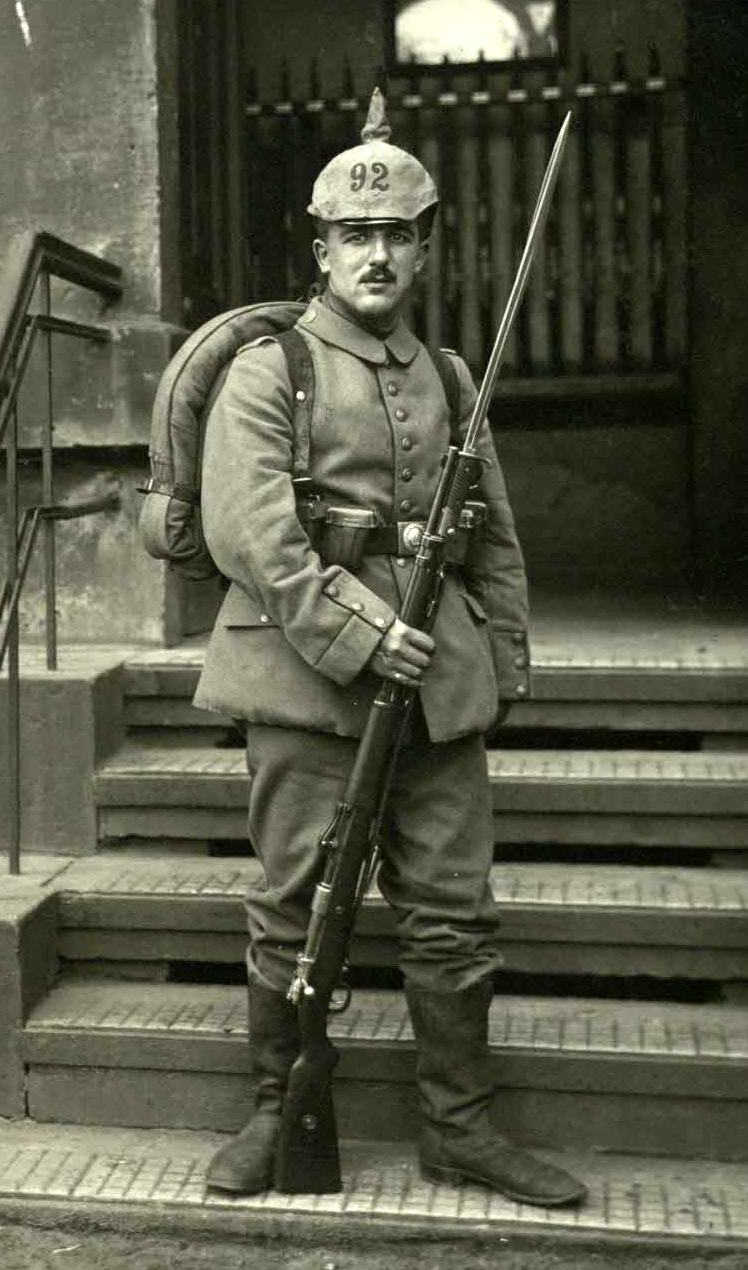
Солдат 92-го Брауншвейгского полка

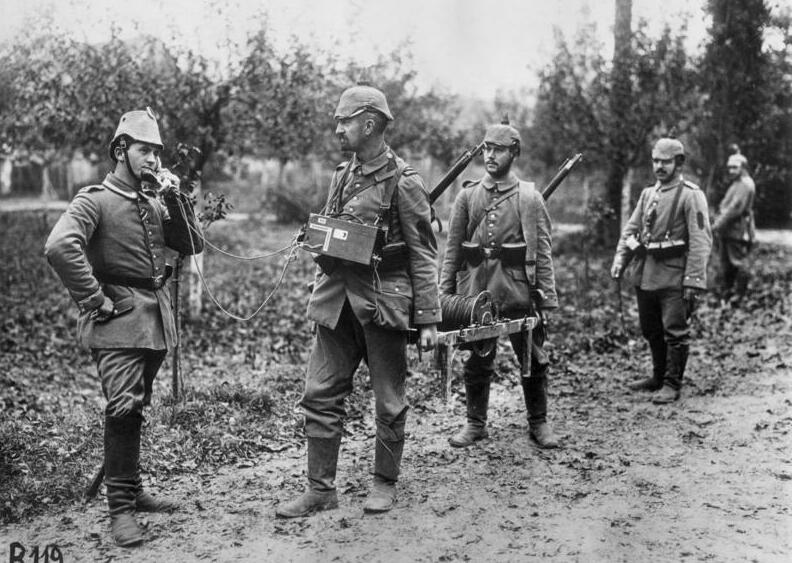
Военнослужащие Германской императорской армии проводят телефонную линию, около 1914—1916 годов.

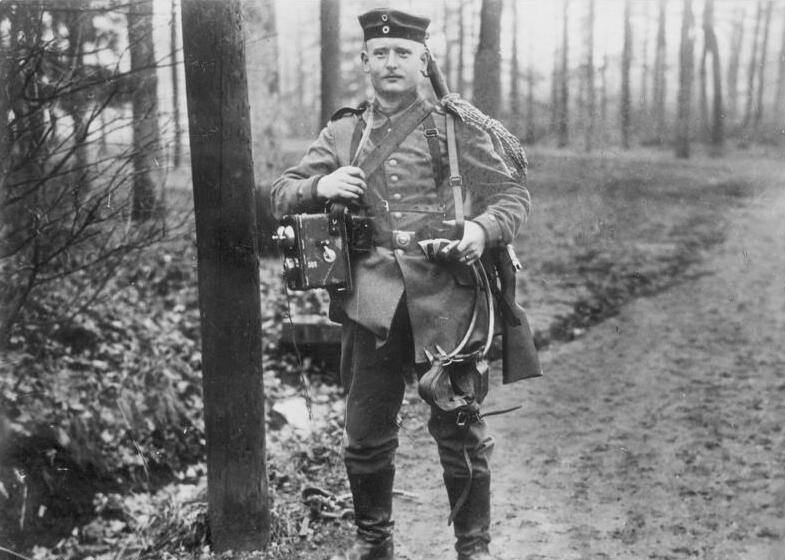
Немецкий связист в 1914 году.

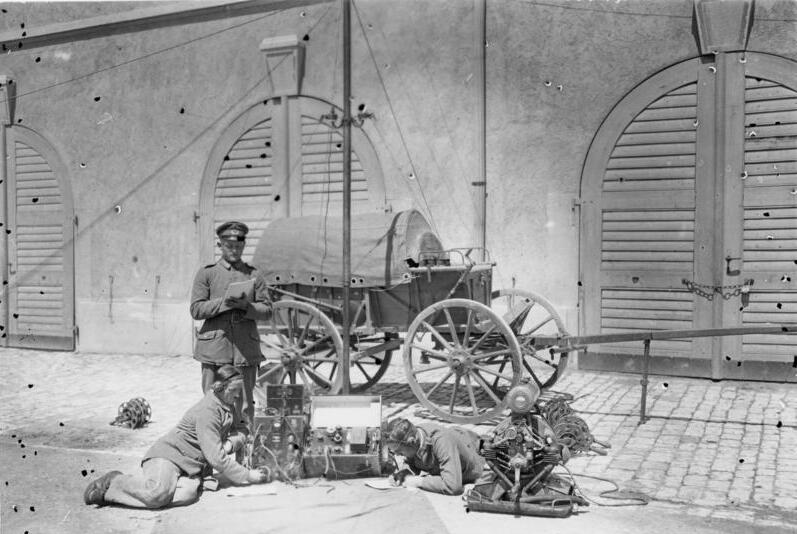
Телеграфисты, 1914 год.

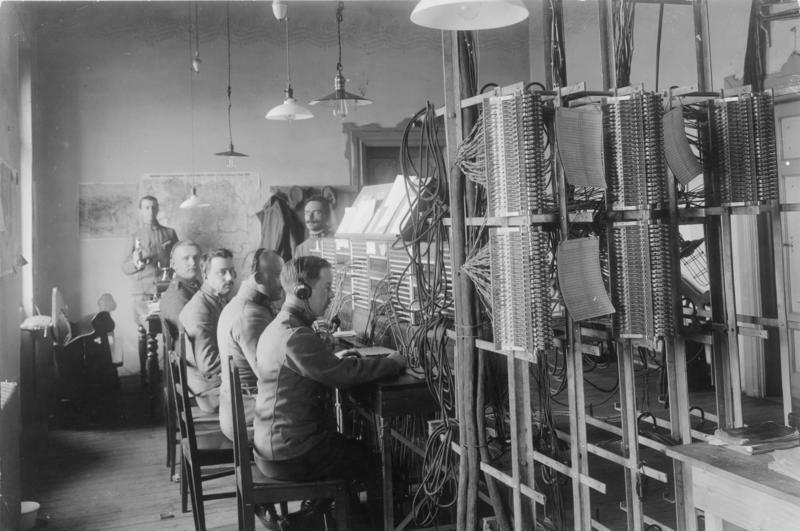
Телефонисты на работе.

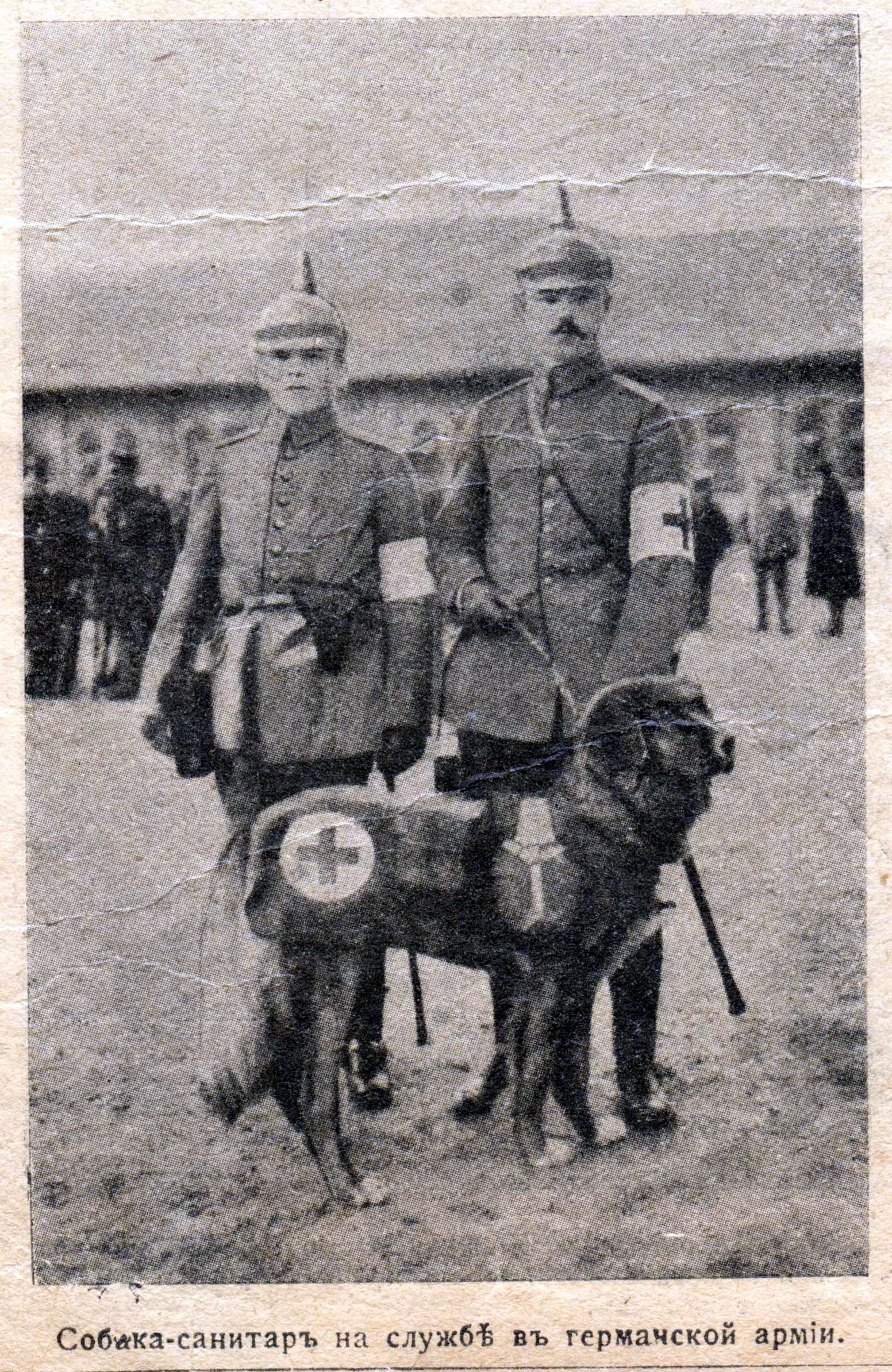
Собака-санитар германской армии, 1915 год.

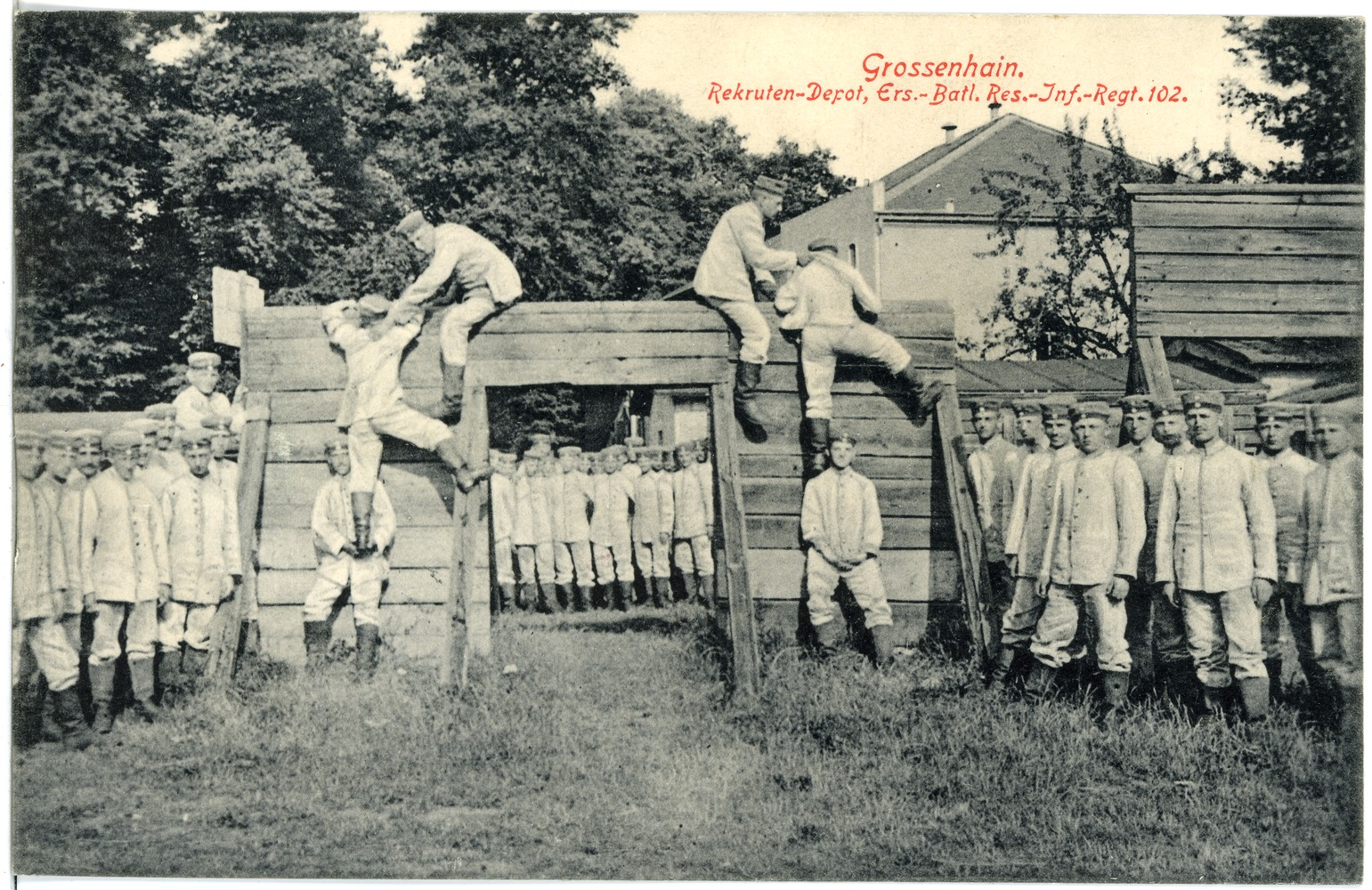
Занятие по физической подготовке в Германской армии.
Преодоление полосы препятствий.
Гросенхайн. 1915 год.

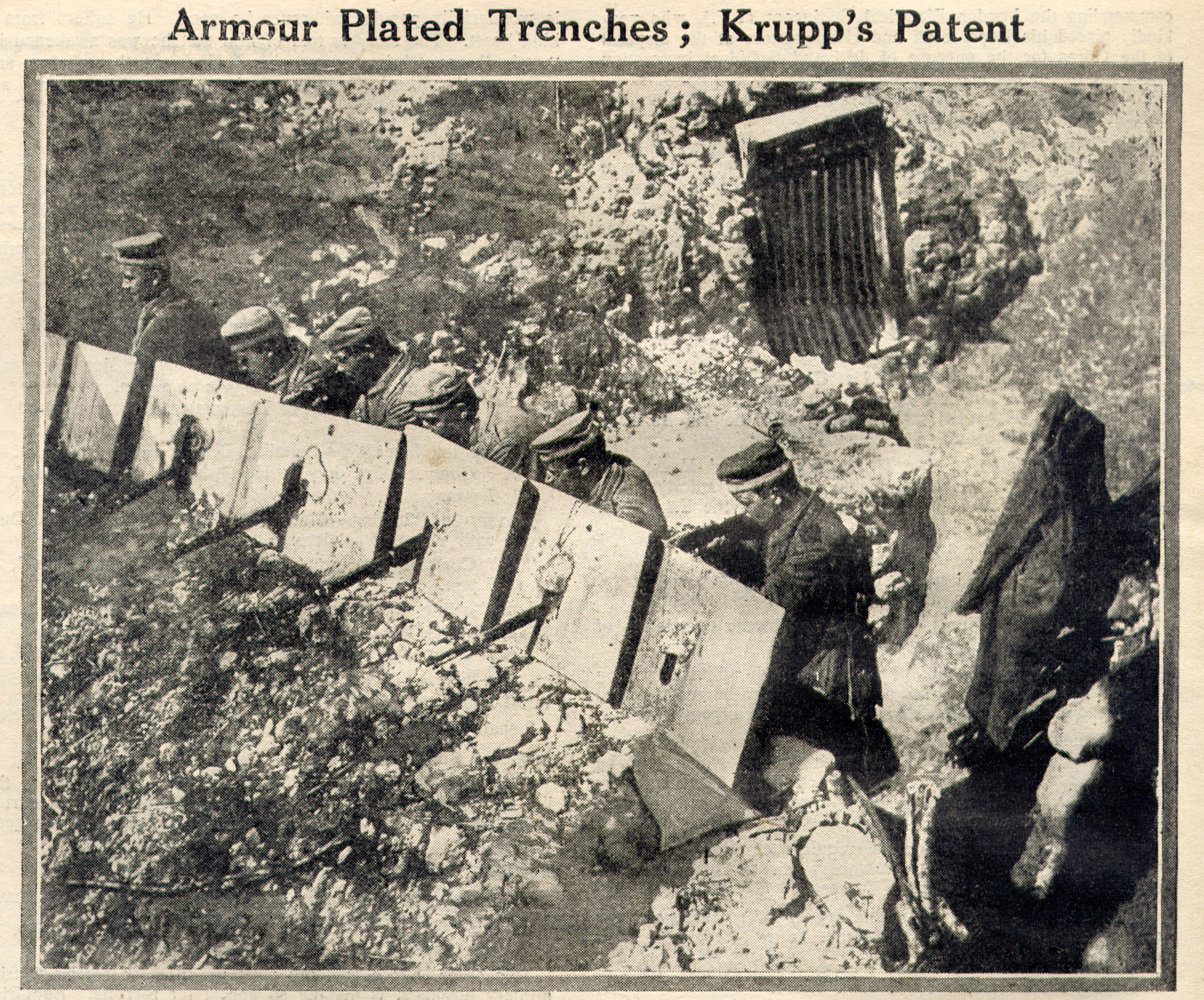
Фотография была впервые опубликована в английском военном журнале «The War Budget» 30 декабря 1915 года. Неизвестный автор запечатлел германских солдат, просунувших своё оружие в специальные отверстия, в броневых пластинах, которые были разработанные Круппом.

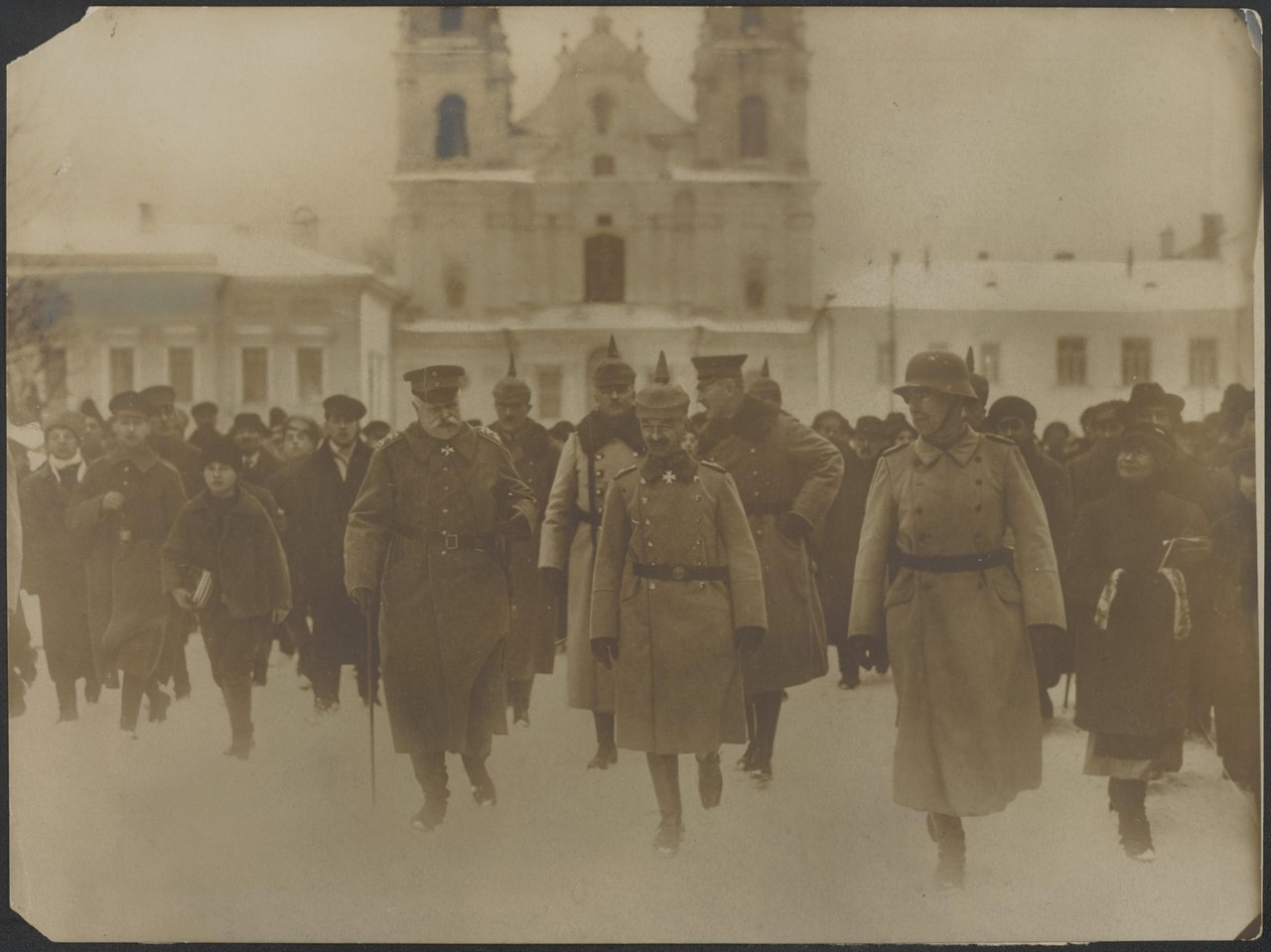
Генерал фон Эйхгорн в оккупированном Минске, февраль 1918 года.

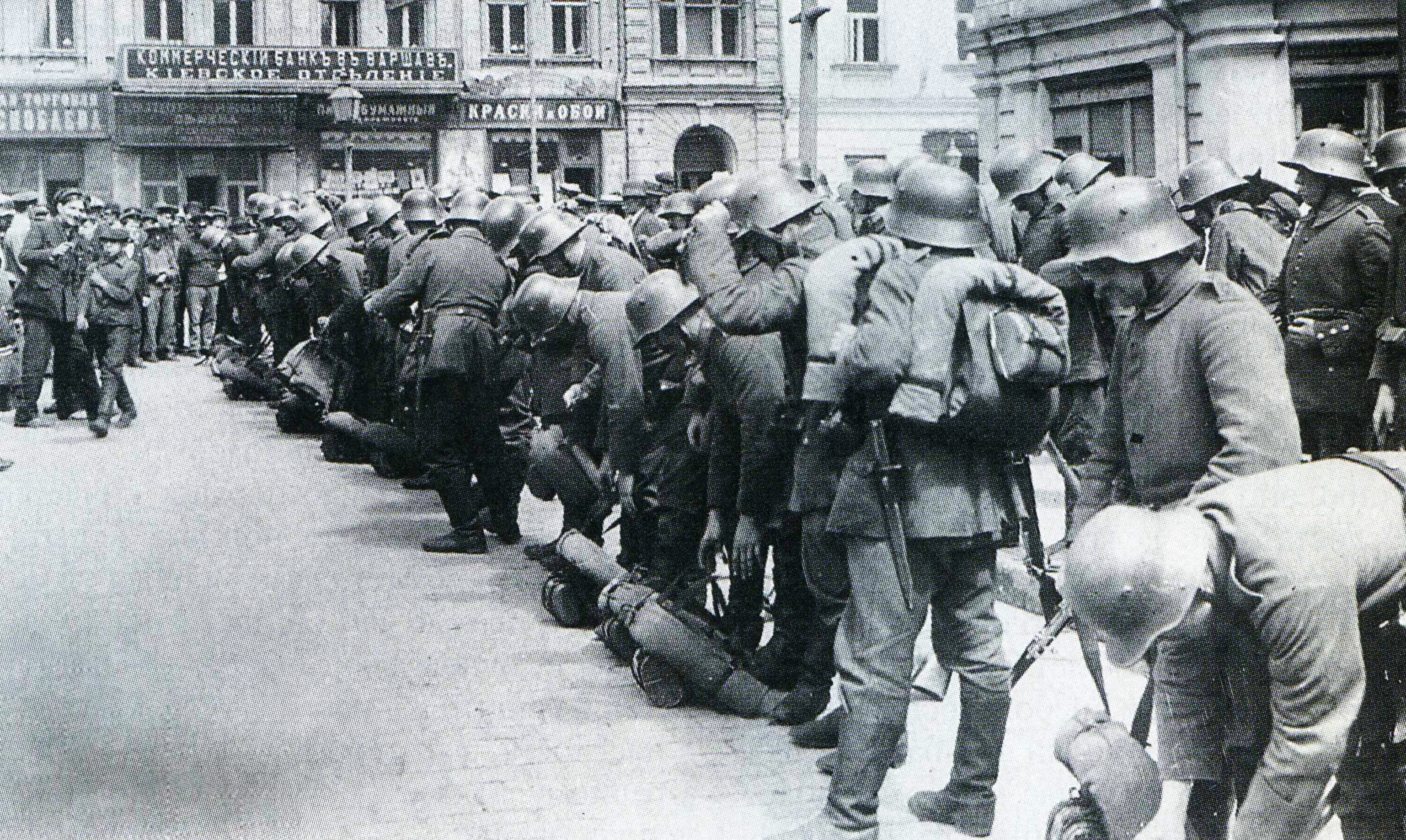
Войска Германской империи. Киев, март 1918 года.

Герма́нская Императорская а́рмия (нем. Deutsches Kaiserliches Heer или Deutsches Heer) или Рейхсхеер (нем. Reichsheer) — официальное название сухопутных войск Германской империи, составная часть Вооружённые сил империи, с 1871 года по 1919 год.
Германская Императорская армия была сформирована в 1871 году с созданием Германской империи и преобразована в сухопутные войска (Reichsheer) Рейхсвера 6 марта 1919 года, после её поражения в Первой мировой войне. Название Das Heer (в переводе с нем. — «войско») используется также в современной немецкой армии для обозначения сухопутных войск.

## История
Государства, входившие в состав Германской империи, имели собственные вооружённые силы, в том числе и армии. В пределах Германского союза, сформированного после Наполеоновских войн, каждое государство несло ответственность за поддержание боеготовности определённых формирований для создания войск конфедерации на случай конфликта. Эта конфедеративная армия называлась федеральной армией (нем. Bundesheer). Система федеральной армии проявила себя в ходе нескольких конфликтов XIX столетия (таких как Первая Шлезвигская война в 1848-1850 годах), но к времени Второй войны за Шлезвиг 1864 года возникло напряжение между Австрийской империей и королевством Пруссия. Конец немецкой Конфедерации был ознаменован австро-прусской войной 1866 года.
После этой войны победившая и увеличившаяся Пруссия сформировала новое федеративное государство — Северогерманский союз, который объединил государства Северной Германии. Соглашение, сформировавшее Северогерманский союз, предусматривало обслуживание Федеральной армии и Федерального флота (нем. Bundesmarine или нем. Bundeskriegsmarine). Также в эти сроки были приняты законы о воинской обязанности. Соглашения (некоторые были исправлены позже) были заключены между Северогерманским союзом и его государствами — членами союза, которые подчинялись армии Пруссии во время войны и признавали прусский контроль над обучением, доктриной и вооружением. В основу федеральной армии легли 11 армейских корпусов Прусской армии и Саксонская армия, реорганизованная в 12-й армейский корпус.
Вскоре, после начала франко-прусской войны в 1870 году, Северогерманский союз заключил также соглашения по военным вопросам с государствами, не являвшимися членами конфедерации: Баварией, Вюртембергом и Баденом. На основании этих соглашений и Конституции Германской империи 1871 года была создана имперская армия, сформированная на базе 12 армейских корпусов северогерманской федеральной армии, Королевской вюртембергской армии, ставшей 13-м армейским корпусом, Баденской армии, ставшей 14-м армейским корпусом. Также был создан 15-й армейский корпус (Эльзас-Лотарингия). Составы баварских, саксонских и вюртембергских формирований оставались полу-автономными, в то время как прусская армия почти полностью контролировала армии других государств империи.
Однако после 1871 года армии мирного времени этих четырёх королевств оставались относительно самостоятельными. Термины «немецкая армия» и «имперская армия» использовались в различных юридических документах, таких как Военный Уголовный кодекс, но вне документов прусская, баварская, саксонская и Вюртембергская армии сохраняли раздельные сущности. Каждое королевство имело своё военное министерство. Бавария и Саксония создали своё собственное ранжирование для их чиновников, а Вюртемберг имел отличные от прусских обозначения дивизий. Вюртембергские и саксонские части были пронумерованы согласно прусской системе, в то время как баварские части поддерживали собственные обозначения (таким образом, 2-й пехотный полк Вюртемберга был 120-м пехотным полком по прусской системе).
В 1890 году из части 15-го армейского корпуса был создан 16-й армейский корпус (Эльзас-Лотарингия), а из части 1-го армейского корпуса — 17-й армейский корпус; в 1899 году из части 11-го армейского корпуса — 18-й армейский корпус, из 12 армейского корпуса — 19-й армейский корпус; в 1912 году из части 1-го и 17-го армейского корпуса — 20-й армейский корпус, из 8-го армейского корпуса — 21-й армейский корпус.

## Командование
Главнокомандующим армии, за вычетом баварского состава, был кайзер. В его непосредственном подчинении находились прусское Министерство обороны и Генеральный штаб. Начальник Генерального штаба также являлся главным военным советником Императора и второй по значимости фигурой в армии Германии. Бавария имела своё Военное министерство и свой Генеральный штаб, но координировала планы военных операций с прусским Генеральным штабом. Собственный Генеральный штаб был также в Королевстве Саксония и в Вюртемберге.
Командование и система управления прусской армии были существенно преобразованы после поражений, понесённых Пруссией во времена Наполеоновских войн. Вместо того, чтобы полагаться на военные навыки индивидуальных представителей немецкого дворянства, которые доминировали в военной профессии, в прусской армии был проведен ряд реформ, чтобы гарантировать превосходство в лидерстве, организации и планировании на всех уровнях командования. Важнейшим результатом реформ явилась Система Генерального штаба — учреждение, которое стремилось институализировать превосходство вооружённых сил. Система стремилась выявить военный талант на более низких уровнях и развивать его посредством академического обучения и практического опыта, разбивая армию на дивизии, корпуса и более высокие штатные единицы вплоть до Генерального штаба, серьёзно перепланировав состав армии. Это обеспечило эффективное планирование и организационную работу в течение мирного и военного времени. Прусский Генеральный штаб, доказав состоятельность в войнах периода объединения Германии, впоследствии стал германским Генеральным штабом после формирования Германской империи (Германский рейх), где учитывалась ведущая роль Пруссии в имперской армии.
Израильский военный историк Мартин ван Кревельд в своей книге «Kampfkraft» заметил: «В отличие от широко распространённых клише „слепое повиновение“ и „прусская дисциплина“, в немецкой армии, по крайней мере со времён Мольтке-старшего, инициатива всегда имела решающее значение. Подчёркивается личная ответственность даже на самом низком уровне».
Начиная с Фридриха II, офицеров постоянно учили действовать независимо. Одним из его высказываний было: «Я сделал его генералом, чтобы он знал, когда не подчиняться».
Во время Первой мировой войны функцию Верховного руководства армии (ОХЛ) фактически исполнял начальник Генерального штаба действующей армии.

## Организационная структура
В мирное время организационная структура германской Императорской армии базировалась вокруг Армейских инспекций (нем. Armee-Inspektion), армейского корпуса (нем. Armeekorps), дивизии и полка. В военное время штат Армейской инспекции сформировывал полевые армейские командования, которые управляли корпусами и подчинёнными единицами. В течение Первой мировой войны для командования на более высоком уровне была создана такая военная структура как группа армий (нем. Heeresgruppe). Каждая группа армий состояла из нескольких полевых армий.

### Армейская инспекция
В мирное время Германия, за исключением Баварии, была разделена на армейские инспекции (нем. Armee-Inspektion). В 1871 году их было пять, в период с 1907 по 1913 годы добавилось ещё три. Баварское Военное министерство поддерживало свою собственную армию, которая функционировала как инспекция Баварского королевства. Каждая инспекция была эквивалентом армейской области (округа) и контролировала несколько корпусов. Армейский инспектор имел право проводить проверки, особенно на ежегодных маневрах, но не выполнял функций командования. Кроме того, с 1898 года действовала Генеральная инспекция кавалерии, которой не подчинялись кавалерийские бригады дивизий.

### Корпуса
Основным организационным формированием был армейский корпус. В мирное время армейский корпус обычно состоял из двух дивизий и различных войск поддержки и закреплялся за определённой географической областью. Корпус был также ответственен за поддержание резервов и формирование Ландвера на закреплённой территории. К 1914 году в прусской юрисдикции находилась двадцать одна область армейских корпусов и ещё три области контролировались баварскими армейскими корпусами. Помимо региональных корпусов, имелся также Гвардейский корпус (нем. Gardecorps), который формировался элитными гвардейскими частями Пруссии. Помимо дивизий, корпус включал батальон лёгкой пехоты (нем. Jäger), дивизион полевой артиллерии, инженерный батальон, телеграфный батальон, железнодорожный батальон, медицинский батальон. Некоторые корпусные районы также имели крепостные войска и подразделения авиации. Общая численность армейского корпуса составляла 1554 офицера, 43 317 человек, 16 934 лошади и 2933 автомашины.
В течение военного времени армейский корпус становился мобильным оперативно-тактическим формированием. Область корпуса становилась тыловой, ответственной за обучение и пополнение войск, а также имела другие обязанности. В дополнение к регулярным армейским корпусам, во время мобилизации 1914 года были сформированы резервные корпуса, которые стали дополнительными боевыми корпусами по ходу Первой мировой войны.

### Дивизии
Основным тактическим формированием являлась дивизия. Стандартная немецкая дивизия состояла из двух бригад пехоты двух полкового состава, бригады конницы двух полкового состава и бригады артиллерии двух полкового состава. В мирное время была только одна дивизия кавалерии — гвардейская кавалерийская. При мобилизации в Первую мировую войну кавалерия была разделена на армейскую и дивизионную. Одна из дивизий, в области корпуса, также обычно формировалась из окружного Ландвера (нем. Landwehrbezirk). В 1914 году в Прусской армии, помимо Гвардейского корпуса (две гвардейские дивизии и гвардейская кавалерийская дивизия), было 42 регулярных дивизии (включая четыре Саксонские и две дивизии Вюртемберга), а также шесть дивизий Баварской армии.
Эти войска были мобилизованы в августе 1914 года. Они были реорганизованы, получив инженерные и другие подразделения поддержки из состава корпуса, исключив большинство кавалерии для формирования отдельных частей. Резервные дивизии также были мобилизованы, бригады Ландвера были соединены в дивизии. Другие дивизии были сформированы из запасных (нем. Ersatz) подразделений. Поскольку Первая мировая война продолжалась длительное время, были сформированы дополнительные дивизии. К концу войны в немецкой Императорской Армии была сформирована или переформирована 251 дивизия.

### Полки
Полк был основной боевой единицей и основой для пополнения солдатами. Было три основных типа полков: пехотные, кавалерийские и артиллерийские. Другие военные специализации, такие как сапёрные (боевые инженеры) и сигнальные войска, были организованы в меньшие подразделения поддержки. Пехотный полк обычно состоял из трех батальонов по четыре роты в каждом. В результате перевооружения в 1912—1913 г. почти во всех полках была образована 13-я (пулеметная) рота. Кавалерийский полк состоял из пяти эскадронов, в Баварии же иногда из четырёх. В 1900 г. пехотный полк насчитывал 69 офицеров, 6 врачей, 1977 унтер-офицеров и рядовых, а также 6 военных чиновников, всего 2058 человек. В кавалерийском полку было 760 человек и 702 служебных лошади. Эта численность применима к полкам с большим бюджетом. Полки со средним или меньшим бюджетом имели меньшую численность. В пехотной роте с высоким бюджетом было 5 офицеров и 159 унтер-офицеров и солдат. В пехотной роте с более низким бюджетом — 4 офицера и 141 унтер-офицер и солдат. Когда новобранец прибывал в полк, его служба обычно начиналась с резервного батальона, где он проходил начальную подготовку. В полках также сохранялись традиции армии, во многих случаях уходившие корнями в XVII-е и XVIII-е столетия. После Первой мировой войны полковые традиции продвигались в рейхсвере и его преемнике — вермахте, но цепь традиций была прервана в 1945 году, поскольку западногерманские и восточногерманские войска перестали поддерживать их.

## Воинские формирования

### 1-я армейская инспекция (Ганновер)

#### 1-й армейский корпус (Кёнигсберг,Провинция Восточная Пруссия,Пруссия)
- 1-я дивизия (Кёнигсберг)
  - 1-я пехотная бригада (Кёнигсберг)
    - 1-й (1-й восточно-прусский) гренадерский полк (Кёнигсберг)
    - 41-й (5-й восточно-прусский) пехотный полк (Тильзит, Мемель)

  - 2-я пехотная бригада (Кёнигсберг)
    - 3-й (2-й восточно-прусский) гренадерский полк (Кёнигсберг)
    - 43-й (6-й восточно-прусский) пехотный полк (Кёнигсберг, Пиллау)

  - 1-я кавалерийская бригада (Кёнигсберг)
    - 3-й (Восточно-прусский) кирасирский полк (Кёнигсберг)
    - 1-й (Литовский) драгунский полк (Тильзит)

  - 1-я артиллерийская бригада (Кёнигсберг)
    - 16-й (1-й восточно-прусский) артиллерийский полк (Кёнигсберг)
    - 52-й (2-й восточно-прусский) артиллерийский полк (Кёнигсберг)
- 2-я дивизия (Инстербург)
  - 3-я пехотная бригада (Растенбург)
    - 4-й (3-й восточно-прусский) гренадерский полк (Растенбург)
    - 44-й (7-й восточно-прусский) пехотный полк (Голдап)

  - 4-я пехотная бригада (Гумбиннен)
    - 33-й (Восточно-прусский) стрелковый полк (Гумбиннен)
    - 45-й (8-й восточно-прусский) пехотный полк (Инстербург, Даркемен)

  - 2-я кавалерийская бригада (Инстербург)
    - 12-й (Литовский) уланский полк (Инстербург)
    - 9-й конно-егерский полк (Инстербург)

  - 43-я кавалерийская бригада (Гумбиннен)
    - 8-й (Восточно-прусский) уланский полк (Гумбиннен)
    - 10-й конно-егерский полк (Ангербург, Голдап)

  - 2-я артиллерийская бригада (Инстербург)
    - 1-й (1-й литовский) артиллерийский полк (Гумбиннен, Инстербург)
    - 37-й (2-й литовский) артиллерийский полк (Инстербург)
- 5-й пулемётный батальон (Инстербург)
- 1-й Крепостной пулемётный батальон (Кёнигсберг)
- 1-й (Восточно-прусский) пехотно-артиллерийский полк (Кёнигсберг, Лётцен)
- 1-й (Восточно-прусский) инженерный батальон (Кёнигсберг)
- 18-й (Самбийский) инженерный батальон (Кёнигсберг)
- 5-я крепостная телефонная станция
- 5-й авиационный батальон (Кёнигсберг, Грауденц, Шнейдемюль)
- 1-й (Восточно-прусский) Железнодорожный батальон (Кёнигсберг)
- Главное управление ландвера (6 команд в составе)

| Корпус                | Дивизия                | Бригада                     | Формирование                                             | Дислокация                 |
| --------------------- | ---------------------- | --------------------------- | -------------------------------------------------------- | -------------------------- |
| 17-й армейский корпус | 35-я дивизия           | 70-я пехотная бригада       | 21-й (4-й померанский) пехотный полк                     | Торн                       |
| 17-й армейский корпус | 35-я дивизия           | 70-я пехотная бригада       | 61-й (8-й померанский) пехотный полк                     | Торн                       |
| 17-й армейский корпус | 35-я дивизия           | 87-я пехотная бригада       | 141-й (Кульмский) пехотный полк                          | Грауденц, Штрасбург        |
| 17-й армейский корпус | 35-я дивизия           | 87-я пехотная бригада       | 176-й (9-й Западно-прусский) пехотный полк               | Кульм, Торн                |
| 17-й армейский корпус | 35-я дивизия           | 35-я артиллерийская бригада | 71-й артиллерийский полк                                 | Грауденц                   |
| 17-й армейский корпус | 35-я дивизия           | 35-я артиллерийская бригада | 81-й (Торнский) артиллерийский полк                      | Торн                       |
| 17-й армейский корпус | 35-я дивизия           | 35-я кавалерийская бригада  | 5-й (Померанский) гусарский полк                         | Штольп                     |
| 17-й армейский корпус | 35-я дивизия           | 35-я кавалерийская бригада  | 4-й егерский полк                                        | Грауденц                   |
| 17-й армейский корпус | 36-я дивизия           | 69-я пехотная бригада       | 129-й (3-й западно-прусский) пехотный полк               | Грауденц                   |
| 17-й армейский корпус | 36-я дивизия           | 69-я пехотная бригада       | 175-й (8-й западно-прусский) пехотный полк               | Грауденц, Швец             |
| 17-й армейский корпус | 36-я дивизия           | 71-я пехотная бригада       | 5-й (4-й восточно-прусский) гренадерский полк            | Данциг                     |
| 17-й армейский корпус | 36-я дивизия           | 71-я пехотная бригада       | 128-й (Данцигский) пехотный полк                         | Данциг                     |
| 17-й армейский корпус | 36-я дивизия           | 36-я артиллерийская бригада | 36-й (2-й западно-прусский) артиллерийский полк          | Данциг                     |
| 17-й армейский корпус | 36-я дивизия           | 36-я артиллерийская бригада | 72-й артиллерийский полк                                 | Мариенвердер               |
| 17-й армейский корпус | 36-я дивизия           | Лейб-гусарская бригада      | 1-й лейб-гусарский полк                                  | Данциг                     |
| 17-й армейский корпус | 36-я дивизия           | Лейб-гусарская бригада      | 2-й лейб-гусарский полк                                  | Данциг                     |
| 17-й армейский корпус | Отдельные формирования | Отдельные формирования      | 2-й (Померанский) егерский батальон                      | Кульм                      |
| 17-й армейский корпус | Отдельные формирования | Отдельные формирования      | 4-й пулемётный батальон                                  | Торн                       |
| 17-й армейский корпус | Отдельные формирования | Отдельные формирования      | 3-й крепостной пулемётный батальон                       | Грауденц                   |
| 17-й армейский корпус | Отдельные формирования | Отдельные формирования      | 4-й крепостной пулемётный батальон                       | Грауденц                   |
| 17-й армейский корпус | Отдельные формирования | Отдельные формирования      | 5-й крепостной пулемётный батальон                       | Торн                       |
| 17-й армейский корпус | Отдельные формирования | Отдельные формирования      | 11-й (1-й западно-прусский) пехотный артиллерийский полк | Торн                       |
| 17-й армейский корпус | Отдельные формирования | Отдельные формирования      | 17-й (2-й западно-прусский) пехотный артиллерийский полк | Данциг, Пиллау             |
| 17-й армейский корпус | Отдельные формирования | Отдельные формирования      | 17-й (1-й западно-прусский) инженерный батальон          | Торн                       |
| 17-й армейский корпус | Отдельные формирования | Отдельные формирования      | 5-й телеграфный батальон                                 | Берлин, Данциг, Шнейдемюль |
| 17-й армейский корпус | Отдельные формирования | Отдельные формирования      | 1-я (крепостная) телефонная рота                         | Торн                       |
| 17-й армейский корпус | Отдельные формирования | Отдельные формирования      | 2-я (крепостная) телефонная рота                         | Грауденц                   |
| 17-й армейский корпус | Отдельные формирования | Отдельные формирования      | 17-й (Западно-прусский) железнодорожный батальон         | Данциг                     |

| Корпус                | Дивизия                | Бригада                     | Формирование                                    | Дислокация           |
| --------------------- | ---------------------- | --------------------------- | ----------------------------------------------- | -------------------- |
| 20-й армейский корпус | 37-я дивизия           | 73-я пехотная бригада       | 147-й (2-й мазурский) пехотный полк             | Лик, Лётцен          |
| 20-й армейский корпус | 37-я дивизия           | 73-я пехотная бригада       | 151-й (2-й эрландский) пехотный полк            | Сенсбург, Бишофсбург |
| 20-й армейский корпус | 37-я дивизия           | 75-я пехотная бригада       | 146-й (1-й мазурский) пехотный полк             | Алленштайн           |
| 20-й армейский корпус | 37-я дивизия           | 75-я пехотная бригада       | 150-й (1-й эрландский) пехотный полк            | Алленштайн           |
| 20-й армейский корпус | 37-я дивизия           | 37-я артиллерийская бригада | 73-й (1-й мазурский) артиллерийский полк        | Алленштайн           |
| 20-й армейский корпус | 37-я дивизия           | 37-я артиллерийская бригада | 82-й (2-й мазурский) артиллерийский полк        | Растенбург, Лётцен   |
| 20-й армейский корпус | 37-я дивизия           | 37-я кавалерийская бригада  | 10-й (Восточно-прусский) драгунский полк        | Алленштайн           |
| 20-й армейский корпус | 37-я дивизия           | 37-я кавалерийская бригада  | 11-й (Померанский) драгунский полк              | Лик                  |
| 20-й армейский корпус | 41-я дивизия           | 72-я пехотная бригада       | 18-й (1-й позенский) пехотный полк              | Остероде             |
| 20-й армейский корпус | 41-я дивизия           | 72-я пехотная бригада       | 59-й (4-й позенский) пехотный полк              | Дойч-Эйлау, Солдау   |
| 20-й армейский корпус | 41-я дивизия           | 74-я пехотная бригада       | 148-й (5-й западно-прусский) пехотный полк      | Эльбинг, Браунсберг  |
| 20-й армейский корпус | 41-я дивизия           | 74-я пехотная бригада       | 152-й (1-й эльзасский) пехотный полк            | Мариенбург, Штум     |
| 20-й армейский корпус | 41-я дивизия           | 41-я артиллерийская бригада | 35-й (1-й западно-прусский) артиллерийский полк | Дойч-Эйлау           |
| 20-й армейский корпус | 41-я дивизия           | 41-я артиллерийская бригада | 79-й (3-й западно-прусский) артиллерийский полк | Остероде             |
| 20-й армейский корпус | 41-я дивизия           | 41-я кавалерийская бригада  | 5-й (Западно-прусский) кирасирский полк         | Ризенбург            |
| 20-й армейский корпус | 41-я дивизия           | 41-я кавалерийская бригада  | 4-й (1-й померанский) уланский полк             | Торн                 |
| 20-й армейский корпус | Отдельные формирования | Отдельные формирования      | 1-й (Западно-прусский) егерский батальон        | Ортельсбург          |
| 20-й армейский корпус | Отдельные формирования | Отдельные формирования      | 2-й крепостной пулемётный батальон              | Лётцен               |
| 20-й армейский корпус | Отдельные формирования | Отдельные формирования      | 23-й (2-й западно-прусский) инженерный батальон | Грауденц             |
| 20-й армейский корпус | Отдельные формирования | Отдельные формирования      | 26-й (Мазурский) инженерный батальон            | Грауденц             |
| 20-й армейский корпус | Отдельные формирования | Отдельные формирования      | 20-й (Мазурский) железнодорожный батальон       | Мариенбург           |

### Командиры корпусов 1-й инспекции
|                       | 1871—1900 | 1900—1914                                                              | 1914—1919                                                                                                  |
| --------------------- | --- | ---------------------------------------------------------------------- | --- |
| 1-й армейский корпус  | Альберт, фрайхерр фон Барнеков Вальтер фон Готтберг Кристиан Эвальд фон Клейст Пол Бронсарт фон Шеллендорф Ганс Вильгельм фон Вердер Карл, граф Финк фон Финкенштайн | Кольмар фон дер Гольц Александр фон Клюк Герман фон Франсуа Роберт Кош | Йоханнес фон Эбен Арнольд фон Винклер Вильгельм Грёнер Теодор Менгельбиер Людвиг фон Эсторфф               |
| 17-й армейский корпус | Август фон Лентце | Георг фон Брауншвейг Август фон Макензен Гюнтер фон Панневиц           | Пол Флек Ричард фон Веберн Гюнтер фон Этцель Аксель фон Петерсдорф Отто фон Белов Иоганнес фон Малаховский |
| 20-й армейский корпус | | Фридрих фон Шольц                                                      | Виктор Альбрехт                                                                                            |

### 2-я армейская инспекция (Берлин)

#### Гвардейский корпус (Берлин,Провинция Бранденбург,Пруссия)
- 1-я гвардейская пехотная дивизия (Берлин)
  - 1-я гвардейская пехотная бригада (Потсдам)
    - 1-й гвардейский пехотный полк (Потсдам)
    - 3-й гвардейский пехотный полк (Потсдам)
    - Гвардейский егерский батальон (Потсдам)

  - 2-я гвардейская пехотная бригада (Потсдам)
    - 2-й гвардейский пехотный полк (Берлин)
    - 4-й гвардейский пехотный полк (Берлин)
    - Гвардейский стрелковый полк (Берлин)

  - 1-я гвардейская артиллерийская бригада (Потсдам)
    - 1-й гвардейский артиллерийский полк (Берлин)
    - 3-й гвардейский артиллерийский полк (Берлин, Бесков)
- 2-я гвардейская пехотная дивизия (Берлин)
  - 3-я гвардейская пехотная бригада (Берлин)
    - 1-й гвардейский гренадерский полк (Берлин)
    - 3-й гвардейский гренадерский полк (Шарлоттенбург)
    - Гвардейский охранный батальон (Гросс-Лихтерфельде)

  - 4-я гвардейская пехотная бригада (Берлин)
    - 2-й гвардейский гренадерский полк (Берлин)
    - 4-й гвардейский гренадерский полк (Берлин)

  - 5-я гвардейская пехотная бригада (Шпандау)
    - 5-й гвардейский пехотный полк (Шпандау)
    - 5-й гвардейский гренадерский полк (Шпандау)

  - 2-я гвардейская артиллерийская бригада (Потсдам)
    - 2-й гвардейский артиллерийский полк (Потсдам)
    - 4-й гвардейский артиллерийский полк (Потсдам)
- Гвардейская кавалерийская дивизия (Потсдам)
  - 1-я гвардейская кавалерийская бригада (Берлин)
    - Сводный кавалерийский полк (Потсдам)
    - Гвардейский кирасирский полк (Берлин)

  - 2-я гвардейская кавалерийская бригада (Потсдам)
    - 1-й гвардейский уланский полк (Потсдам)
    - 3-й гвардейский уланский полк (Потсдам)

  - 3-я гвардейская кавалерийская бригада (Берлин)
    - 1-й гвардейский драгунский полк (Берлин)
    - 2-й гвардейский драгунский полк (Берлин)

  - 4-я гвардейская кавалерийская бригада (Потсдам)
    - Лейб-гвардии гусарский полк (Потсдам)
    - 2-й гвардейский уланский полк (Потсдам)
- Учебный пехотный полк (Потсдам)
- Учебный артиллерийский полк (Йютербог)
- Учебный пехотно-артиллерийский полк (Йютербог)
- 1-й Гвардейский пулемётный батальон (Потсдам)
- 2-й Гвардейский пулемётный батальон (Берлин)
- Гвардейский пехотно-артиллерийский полк (Шпандау)
- Гвардейский инженерный батальон (Берлин)
- Гвардейский железнодорожный батальон (Берлин)
- 1-й Телеграфный батальон (Трептов)
- 1-й авиационный батальон (Тегель)
- 2-й авиационный батальон (Берлин, Ганновер, Дрезден)
- 1-й Батальон авиационной техники (Дёбериц, Гросенхайн)
- Моторизованный батальон (Берлин)
- Батальон транспортно-технической экзаменационной комиссии в Берлине и Йютербоге
- Военно-телеграфная школа в Шпандау

| Корпус                                 | Дивизия                       | Бригада                                      | Формирование                                       | Дислокация           |
| -------------------------------------- | ----------------------------- | -------------------------------------------- | -------------------------------------------------- | -------------------- |
| 12-й (1-й саксонский) армейский корпус | 23-я (1-я саксонская) дивизия | 45-я (1-я саксонская) пехотная бригада       | 100-й (1-й саксонский) гренадерский полк           | Дрезден              |
| 12-й (1-й саксонский) армейский корпус | 23-я (1-я саксонская) дивизия | 45-я (1-я саксонская) пехотная бригада       | 101-й (2-й саксонский) гренадерский полк           | Дрезден              |
| 12-й (1-й саксонский) армейский корпус | 23-я (1-я саксонская) дивизия | 46-я (2-я саксонская) пехотная бригада       | 108-й (Саксонский) стрелковый полк                 | Дрезден              |
| 12-й (1-й саксонский) армейский корпус | 23-я (1-я саксонская) дивизия | 46-я (2-я саксонская) пехотная бригада       | 182-й (16-й саксонский) пехотный полк              | Фрайберг             |
| 12-й (1-й саксонский) армейский корпус | 23-я (1-я саксонская) дивизия | 23-я (1-я саксонская) артиллерийская бригада | 12-й (1-й саксонский) артиллерийский полк          | Дрезден, Кёнигсбрюк  |
| 12-й (1-й саксонский) армейский корпус | 23-я (1-я саксонская) дивизия | 23-я (1-я саксонская) артиллерийская бригада | 48-й (4-й саксонский) артиллерийский полк          | Дрезден              |
| 12-й (1-й саксонский) армейский корпус | 23-я (1-я саксонская) дивизия | 23-я (1-я саксонская) кавалерийская бригада  | 1-й саксонский полк тяжёлой кавалерии              | Дрезден              |
| 12-й (1-й саксонский) армейский корпус | 23-я (1-я саксонская) дивизия | 23-я (1-я саксонская) кавалерийская бригада  | 17-й (1-й саксонский) уланский полк                | Ошац                 |
| 12-й (1-й саксонский) армейский корпус | 32-я (3-я саксонская) дивизия | 63-я (5-я саксонская) пехотная бригада       | 102-й (3-й саксонский) пехотный полк               | Циттау               |
| 12-й (1-й саксонский) армейский корпус | 32-я (3-я саксонская) дивизия | 63-я (5-я саксонская) пехотная бригада       | 103-й (4-й саксонский) пехотный полк               | Баутцен              |
| 12-й (1-й саксонский) армейский корпус | 32-я (3-я саксонская) дивизия | 64-я (6-я саксонская) пехотная бригада       | 177-й (12-й саксонский) пехотный полк              | Дрезден              |
| 12-й (1-й саксонский) армейский корпус | 32-я (3-я саксонская) дивизия | 64-я (6-я саксонская) пехотная бригада       | 178-й (13-й саксонский) пехотный полк              | Каменц               |
| 12-й (1-й саксонский) армейский корпус | 32-я (3-я саксонская) дивизия | 32-я (3-я саксонская) артиллерийская бригада | 28-й (2-й саксонский) артиллерийский полк          | Баутцен              |
| 12-й (1-й саксонский) армейский корпус | 32-я (3-я саксонская) дивизия | 32-я (3-я саксонская) артиллерийская бригада | 64-й (5-й саксонский) артиллерийский полк          | Пирна                |
| 12-й (1-й саксонский) армейский корпус | 32-я (3-я саксонская) дивизия | 32-я (3-я саксонская) кавалерийская бригада  | 18-й (1-й саксонский) гусарский полк               | Гросенхайн           |
| 12-й (1-й саксонский) армейский корпус | 32-я (3-я саксонская) дивизия | 32-я (3-я саксонская) кавалерийская бригада  | 20-й (3-й саксонский) гусарский полк               | Баутцен              |
| 12-й (1-й саксонский) армейский корпус | Отдельные формирования        | Отдельные формирования                       | 12-й (1-й саксонский) егерский батальон            | Фрайберг             |
| 12-й (1-й саксонский) армейский корпус | Отдельные формирования        | Отдельные формирования                       | 13-й (2-й саксонский) егерский батальон            | Дрезден              |
| 12-й (1-й саксонский) армейский корпус | Отдельные формирования        | Отдельные формирования                       | 19-й (2-й саксонский) пехотный артиллерийский полк | Дрезден              |
| 12-й (1-й саксонский) армейский корпус | Отдельные формирования        | Отдельные формирования                       | 12-й (1-й саксонский) инженерный батальон          | Пирна                |
| 12-й (1-й саксонский) армейский корпус | Отдельные формирования        | Отдельные формирования                       | 12-й (1-й саксонский) железнодорожный батальон     | Дрезден, Бишофсверда |
| 12-й (1-й саксонский) армейский корпус | Отдельные формирования        | Отдельные формирования                       | 7-й (Саксонский) телеграфный батальон              | Дрезден              |

| Корпус                                 | Дивизия                       | Бригада                                      | Формирование                                   | Дислокация      |
| -------------------------------------- | ----------------------------- | -------------------------------------------- | ---------------------------------------------- | --------------- |
| 19-й (2-й саксонский) армейский корпус | 24-я (2-я саксонская) дивизия | 47-я (3-я саксонская) пехотная бригада       | 139-й (11-й саксонский) пехотный полк          | Дёбельн         |
| 19-й (2-й саксонский) армейский корпус | 24-я (2-я саксонская) дивизия | 47-я (3-я саксонская) пехотная бригада       | 179-й (14-й саксонский) пехотный полк          | Лайсниг, Вурцен |
| 19-й (2-й саксонский) армейский корпус | 24-я (2-я саксонская) дивизия | 48-й (4-я саксонская) пехотная бригада       | 106-й (7-й саксонский) пехотный полк           | Лейпциг         |
| 19-й (2-й саксонский) армейский корпус | 24-я (2-я саксонская) дивизия | 48-й (4-я саксонская) пехотная бригада       | 107-й (8-й саксонский) пехотный полк           | Лейпциг         |
| 19-й (2-й саксонский) армейский корпус | 24-я (2-я саксонская) дивизия | 24-я (2-я саксонская) артиллерийская бригада | 77-й (7-й саксонский) артиллерийский полк      | Лейпциг         |
| 19-й (2-й саксонский) армейский корпус | 24-я (2-я саксонская) дивизия | 24-я (2-я саксонская) артиллерийская бригада | 78-й (8-й саксонский) артиллерийский полк      | Вурцен          |
| 19-й (2-й саксонский) армейский корпус | 24-я (2-я саксонская) дивизия | 24-я (2-я саксонская) кавалерийская бригада  | 19-й (2-й саксонский) гусарский полк           | Гримма          |
| 19-й (2-й саксонский) армейский корпус | 24-я (2-я саксонская) дивизия | 24-я (2-я саксонская) кавалерийская бригада  | 18-й (2-й саксонский) уланский полк            | Лейпциг         |
| 19-й (2-й саксонский) армейский корпус | 40-я (4-я саксонская) дивизия | 88-я (7-я саксонская) пехотная бригада       | 104-й (5-й саксонский) пехотный полк           | Хемниц          |
| 19-й (2-й саксонский) армейский корпус | 40-я (4-я саксонская) дивизия | 88-я (7-я саксонская) пехотная бригада       | 181-й (15-й саксонский) пехотный полк          | Хемниц, Глаухау |
| 19-й (2-й саксонский) армейский корпус | 40-я (4-я саксонская) дивизия | 89-я (8-я саксонская) пехотная бригада       | 133-й (9-й саксонский) пехотный полк           | Цвиккау         |
| 19-й (2-й саксонский) армейский корпус | 40-я (4-я саксонская) дивизия | 89-я (8-я саксонская) пехотная бригада       | 134-й (10-й саксонский) пехотный полк          | Плауэн          |
| 19-й (2-й саксонский) армейский корпус | 40-я (4-я саксонская) дивизия | 40-я (4-я саксонская) артиллерийская бригада | 32-й (3-й саксонский) артиллерийский полк      | Риза            |
| 19-й (2-й саксонский) армейский корпус | 40-я (4-я саксонская) дивизия | 40-я (4-я саксонская) артиллерийская бригада | 68-й (6-й саксонский) артиллерийский полк      | Риза            |
| 19-й (2-й саксонский) армейский корпус | 40-я (4-я саксонская) дивизия | 40-я (4-я саксонская) кавалерийская бригада  | 2-й саксонский полк тяжёлой кавалерии          | Борна           |
| 19-й (2-й саксонский) армейский корпус | 40-я (4-я саксонская) дивизия | 40-я (4-я саксонская) кавалерийская бригада  | 21-й (3-й саксонский) уланский полк            | Хемниц          |
| 19-й (2-й саксонский) армейский корпус | Отдельные формирования        | Отдельные формирования                       | 8-й (Саксонский) пулемётный батальон           | Лейпциг         |
| 19-й (2-й саксонский) армейский корпус | Отдельные формирования        | Отдельные формирования                       | 22-й (2-й саксонский) инженерный батальон      | Риза            |
| 19-й (2-й саксонский) армейский корпус | Отдельные формирования        | Отдельные формирования                       | 19-й (2-й саксонский) железнодорожный батальон | Лейпциг         |

### Командиры корпусов 2-й инспекции
|                                        | 1871—1900 | 1900—1914                                                                                  | 1914—1919                                                                         |
| -------------------------------------- | --- | ------------------------------------------------------------------------------------------ | --------------------------------------------------------------------------------- |
| Гвардейский корпус                     | принц Август Вюртембергский Вильгельм фон Бранденбург Александр фон Папе Оскар фон Мершайд-Хюллессем Хьюго фон Винтерфельд Макс фон Бок и Полеч | Густав фон Кессель Альфред фон Левенфельд                                                  | Карл фон Плеттенберг Фердинанд фон Куаст Граф Дохна-Шлобиттен Альфред фон Бёкманн |
| 12-й (1-й саксонский) армейский корпус | кронпринц Альберт Саксонский принц Георг Саксонский                                                                                             | Макс фон Хаузен кронпринц Фридрих Август Саксонский Герман фон Броизем Карл Людвиг д’Эльса | Хорст Эдлер фон дер Плант Ханс Круг фон Нидда Макс Леутхолд                       |
| 19-й (2-й саксонский) армейский корпус | | Генрих Лео фон Трейшке Александр Граф Вицтум фон Экстедт Ханс фон Кирхбах                  | Максимилиан фон Лафферт Адольф фон Карловиц Карл Люциус                           |

### 3-я армейская инспекция (Ганновер)
| Корпус               | Дивизия                | Бригада                     | Формирование                                    | Дислокация                    |
| -------------------- | ---------------------- | --------------------------- | ----------------------------------------------- | ----------------------------- |
| 7-й армейский корпус | 13-я дивизия           | 25-я пехотная бригада       | 13-й (1-й вестфальский) пехотный полк           | Мюнстер                       |
| 7-й армейский корпус | 13-я дивизия           | 25-я пехотная бригада       | 158-й (7-й лотарингский) пехотный полк          | Падерборн, Билефельд          |
| 7-й армейский корпус | 13-я дивизия           | 26-я пехотная бригада       | 15-й (2-й вестфальский) пехотный полк           | Минден                        |
| 7-й армейский корпус | 13-я дивизия           | 26-я пехотная бригада       | 55-й (6-й вестфальский) пехотный полк           | Билефельд, Детмольд, Хёкстер  |
| 7-й армейский корпус | 13-я дивизия           | 13-я артиллерийская бригада | 22-й (2-й вестфальский) артиллерийский полк     | Мюнстер Дисельдорф            |
| 7-й армейский корпус | 13-я дивизия           | 13-я артиллерийская бригада | 58-й (Минденский) артиллерийский полк           | Минден                        |
| 7-й армейский корпус | 13-я дивизия           | 13-я кавалерийская бригада  | 4-й (Вестфальский) кирасирский полк             | Мюнстер                       |
| 7-й армейский корпус | 13-я дивизия           | 13-я кавалерийская бригада  | 8-й (1-й вестфальский) гусарский полк           | Падерборн                     |
| 7-й армейский корпус | 14-я дивизия           | 27-я пехотная бригада       | 16-й (3-й вестфальский) пехотный полк           | Кёльн                         |
| 7-й армейский корпус | 14-я дивизия           | 27-я пехотная бригада       | 53-й (5-й вестфальский) пехотный полк           | Кёльн                         |
| 7-й армейский корпус | 14-я дивизия           | 28-я пехотная бригада       | 39-й (Нижне-Рейнский) стрелковый полк           | Дюссельдорф                   |
| 7-й армейский корпус | 14-я дивизия           | 28-я пехотная бригада       | 159-й (8-й вестфальский) пехотный полк          | Мюльхайм-ан-дер-Рур, Гельдерн |
| 7-й армейский корпус | 14-я дивизия           | 79-я пехотная бригада       | 56-й (7-й вестфальский) пехотный полк           | Везель, Клеве                 |
| 7-й армейский корпус | 14-я дивизия           | 79-я пехотная бригада       | 57-й (8-й вестфальский) пехотный полк           | Везель Мюнхен                 |
| 7-й армейский корпус | 14-я дивизия           | 14-я артиллерийская бригада | 7-й (1-й вестфальский) артиллерийский полк      | Везель, Дюссельдорф           |
| 7-й армейский корпус | 14-я дивизия           | 14-я артиллерийская бригада | 43-й (Кливский) артиллерийский полк             | Везель                        |
| 7-й армейский корпус | 14-я дивизия           | 14-я кавалерийская бригада  | 11-й (2-й вестфальский) гусарский полк          | Крефельд                      |
| 7-й армейский корпус | 14-я дивизия           | 14-я кавалерийская бригада  | 5-й (Вестфальский) уланский полк                | Дюссельдорф                   |
| 7-й армейский корпус | Отдельные формирования | Отдельные формирования      | 7-й (Вестфальский) егерский батальон            | Бюккебург                     |
| 7-й армейский корпус | Отдельные формирования | Отдельные формирования      | 7-й пулемётный батальон                         | Падеборн                      |
| 7-й армейский корпус | Отдельные формирования | Отдельные формирования      | 7-й (Вестфальский) пехотный артиллерийский полк | Кёльн                         |
| 7-й армейский корпус | Отдельные формирования | Отдельные формирования      | 7-й (1-й вестфальский) инженерный батальон      | Кёльн                         |
| 7-й армейский корпус | Отдельные формирования | Отдельные формирования      | 24-й (2-й вестфальский) инженерный батальон     | Кёльн                         |
| 7-й армейский корпус | Отдельные формирования | Отдельные формирования      | 7-й (Вестфальский) железнодорожный батальон     | Мюнстер                       |

| Корпус               | Дивизия                | Бригада                                | Формирование                                         | Дислокация            |
| -------------------- | ---------------------- | -------------------------------------- | ---------------------------------------------------- | --------------------- |
| 9-й армейский корпус | 17-я дивизия           | 33-я пехотная бригада                  | 75-й (1-й ганзейский) пехотный полк                  | Бремен, Штаде         |
| 9-й армейский корпус | 17-я дивизия           | 33-я пехотная бригада                  | 76-й (2-й ганзейский) пехотный полк                  | Гамбург               |
| 9-й армейский корпус | 17-я дивизия           | 34-я (Мекленбургская) пехотная бригада | 89-й (Мекленбургский) гренадерский полк              | Шверин, Нойштрелиц    |
| 9-й армейский корпус | 17-я дивизия           | 34-я (Мекленбургская) пехотная бригада | 90-й (Мекленбургский) стрелковый полк                | Росток, Висмар        |
| 9-й армейский корпус | 17-я дивизия           | 81-я пехотная бригада                  | 162-й (3-й ганзейский) пехотный полк                 | Любек, Эйтин          |
| 9-й армейский корпус | 17-я дивизия           | 81-я пехотная бригада                  | 163-й (Шлезвиг-Гольштейнский) пехотный полк          | Ноймюнстер, Хайде     |
| 9-й армейский корпус | 17-я дивизия           | 17-я артиллерийская бригада            | 24-й (Гольштейский) артиллерийский полк              | Гюстров, Нойштрелиц   |
| 9-й армейский корпус | 17-я дивизия           | 17-я артиллерийская бригада            | 60-й (Мекленбургский) артиллерийский полк            | Шверин                |
| 9-й армейский корпус | 17-я дивизия           | 17-я кавалерийская бригада             | 17-й (1-й мекленбургский) драгунский полк            | Людвигслюст           |
| 9-й армейский корпус | 17-я дивизия           | 17-я кавалерийская бригада             | 18-й (2-й мекленбургский) драгунский полк            | Пархим                |
| 9-й армейский корпус | 18-я дивизия           | 35-я пехотная бригада                  | 84-й (Шлезвигский) пехотный полк                     | Шлезвиг, Хадерслебен  |
| 9-й армейский корпус | 18-я дивизия           | 35-я пехотная бригада                  | 86-й (Шлезвиг-Гольдштейнский) стрелковый полк        | Фленсбург, Зондербург |
| 9-й армейский корпус | 18-я дивизия           | 36-я пехотная бригада                  | 31-й (1-й тюрингский) пехотный полк                  | Альтона               |
| 9-й армейский корпус | 18-я дивизия           | 36-я пехотная бригада                  | 85-й (Гольдштейнский) пехотный полк                  | Рендсбург, Киль       |
| 9-й армейский корпус | 18-я дивизия           | 18-я артиллерийская бригада            | 9-й (Шлезвигский) артиллерийский полк                | Итцехо                |
| 9-й армейский корпус | 18-я дивизия           | 18-я артиллерийская бригада            | 45-й (Лауэнбургский) артиллерийский полк             | Альтона, Рендсбург    |
| 9-й армейский корпус | 18-я дивизия           | 18-я кавалерийская бригада             | 15-й (Ганноверский) гусарский полк                   | Вандсбек              |
| 9-й армейский корпус | 18-я дивизия           | 18-я кавалерийская бригада             | 16-й (Шлезвиг-Гольштейский) гусарский полк           | Шлезвиг               |
| 9-й армейский корпус | Отдельные формирования | Отдельные формирования                 | 9-й (Лауэнбургский) егерский батальон                | Ратцебург             |
| 9-й армейский корпус | Отдельные формирования | Отдельные формирования                 | 20-й (Лауэнбургский) пехотный артиллерийский полк    | Альтона               |
| 9-й армейский корпус | Отдельные формирования | Отдельные формирования                 | 9-й (Шлезвиг-Гольштейнский) инженерный батальон      | Харбург               |
| 9-й армейский корпус | Отдельные формирования | Отдельные формирования                 | 9-й (Шлезвиг-Гольштейнский) железнодорожный батальон | Рендсбург             |

| Корпус                | Дивизия                | Бригада                     | Формирование                                 | Дислокация            |
| --------------------- | ---------------------- | --------------------------- | -------------------------------------------- | --------------------- |
| 10-й армейский корпус | 19-я дивизия           | 37-я пехотная бригада       | 78-й (Восточно-фризский) пехотный полк       | Оснабрюк, Аурих       |
| 10-й армейский корпус | 19-я дивизия           | 37-я пехотная бригада       | 91-й (Ольденбургский) пехотный полк          | Ольденбург            |
| 10-й армейский корпус | 19-я дивизия           | 38-я пехотная бригада       | 73-й (Ганноверский) стрелковый полк          | Ганновер              |
| 10-й армейский корпус | 19-я дивизия           | 38-я пехотная бригада       | 74-й (1-й ганноверский) пехотный полк        | Ганновер              |
| 10-й армейский корпус | 19-я дивизия           | 19-я артиллерийская бригада | 26-й (2-й ганноверский) артиллерийский полк  | Верден                |
| 10-й армейский корпус | 19-я дивизия           | 19-я артиллерийская бригада | 62-й (Восточно-фризский) артиллерийский полк | Оснабрюк, Ольденбург  |
| 10-й армейский корпус | 19-я дивизия           | 19-я кавалерийская бригада  | 19-й (Ольденбургский) драгунский полк        | Ольденбург            |
| 10-й армейский корпус | 19-я дивизия           | 19-я кавалерийская бригада  | 13-й (1-й ганноверский) уланский полк        | Ганновер              |
| 10-й армейский корпус | 20-я дивизия           | 39-я пехотная бригада       | 79-й (3-й ганноверский) пехотный полк        | Хильдесхайм           |
| 10-й армейский корпус | 20-я дивизия           | 39-я пехотная бригада       | 164-й (4-й ганноверский) пехотный полк       | Хамельн, Хольцминден  |
| 10-й армейский корпус | 20-я дивизия           | 40-я пехотная бригада       | 77-й (2-й ганноверский) пехотный полк        | Целле                 |
| 10-й армейский корпус | 20-я дивизия           | 40-я пехотная бригада       | 92-й (Брауншвейгский) пехотный полк          | Брауншвейг            |
| 10-й армейский корпус | 20-я дивизия           | 20-я артиллерийская бригада | 10-й (1-й ганноверский) артиллерийский полк  | Ганновер              |
| 10-й армейский корпус | 20-я дивизия           | 20-я артиллерийская бригада | 46-й (Нижне-саксонский) артиллерийский полк  | Вольфенбюттель, Целле |
| 10-й армейский корпус | 20-я дивизия           | 20-я кавалерийская бригада  | 16-й (2-й ганноверский) драгунский полк      | Люнебург              |
| 10-й армейский корпус | 20-я дивизия           | 20-я кавалерийская бригада  | 17-й (Брауншвейгский) гусарский полк         | Брауншвейг            |
| 10-й армейский корпус | Отдельные формирования | Отдельные формирования      | 10-й (Ганноверский) егерский батальон        | Гослар                |
| 10-й армейский корпус | Отдельные формирования | Отдельные формирования      | 10-й (Ганноверский) инженерный батальон      | Минден                |
| 10-й армейский корпус | Отдельные формирования | Отдельные формирования      | 10-й (Ганноверский) железнодорожный батальон | Ганновер              |
| 10-й армейский корпус | Отдельные формирования | Отдельные формирования      | 6-й (Ганноверский) телеграфный батальон      | Ганновер              |

### Командиры корпусов 3-й инспекции
|                       | 1871—1900 | 1900—1914                                                                       | 1914—1919                                                |
| --------------------- | --- | ------------------------------------------------------------------------------- | -------------------------------------------------------- |
| 7-й армейский корпус  | Вильгельм Граф цу Штольберг-Вернигероде Карл Фридрих фон Витцендорф Эмиль фон Альбеллилл Роберт фон Гетце Виктор фон Микуш-Бухберг                         | Эрнст, фрайхерр фон Бюлов Мориц фон Биссинг Фридрих фон Бернарди Карл фон Эйнем | Эберхард фон Клэр Герман фон Франсуа Вильгельм фон Война |
| 9-й армейский корпус  | Альбрехт Густав фон Манштейн Герман фон Трескоу Пауль фон Лещински Альфред Граф фон Вальдерзее Роберт фон Массоу                                           | Фридрих фон Бок-унд-Полеч Германн, фрайхерр фон Фитингхофф Карл фон Плеттенберг | Фердинанд фон Куаст Хорст Риттер и Эдлер фон Уэтингер    |
| 10-й армейский корпус | Константин Бернхард фон Фойгтс-Ретц Принц Альберт Прусский Лео фон Каприви Вальтер Бронсарт фон Шеллендорф Август Вильгельм фон Зеебек Август фон Бомсдорф | д-р Альфред фон Левенфельд Отто фон Эммих                                       | Вальтер фон Лютвитц Константин Шмидт фон Кнобельсдорф    |

### 4-я армейская инспекция (Мюнхен)
| Корпус               | Дивизия                | Бригада                    | Формирование                                   | Дислокация                 |
| -------------------- | ---------------------- | -------------------------- | ---------------------------------------------- | -------------------------- |
| 3-й армейский корпус | 5-я дивизия            | 9-я пехотная бригада       | 8-й (1-й бранденбургский) гренадерский полк    | Франкфурт-на-Одере         |
| 3-й армейский корпус | 5-я дивизия            | 9-я пехотная бригада       | 48-й (5-й бранденбургский) пехотный полк       | Кюстрин                    |
| 3-й армейский корпус | 5-я дивизия            | 10-я пехотная бригада      | 12-й (2-й бранденбургский) гренадерский полк   | Франкфурт-на-Одере         |
| 3-й армейский корпус | 5-я дивизия            | 10-я пехотная бригада      | 52-й (6-й бранденбургский) пехотный полк       | Котбус, Кроссен-на-Одере   |
| 3-й армейский корпус | 5-я дивизия            | 5-я артиллерийская бригада | 18-й (2-й бранденбургский) артиллерийский полк | Франкфурт-на-Одере         |
| 3-й армейский корпус | 5-я дивизия            | 5-я артиллерийская бригада | 54-й (Неймаркский) артиллерийский полк         | Ландсберг-на-Варте         |
| 3-й армейский корпус | 5-я дивизия            | 5-я кавалерийская бригада  | 2-й (1-й бранденбургский) драгунский полк      | Шведт                      |
| 3-й армейский корпус | 5-я дивизия            | 5-я кавалерийская бригада  | 3-й (1-й бранденбургский) уланский полк        | Фюрстенвальде              |
| 3-й армейский корпус | 6-я дивизия            | 11-я пехотная бригада      | 20-й (3-й бранденбургский) пехотный полк       | Виттенберг                 |
| 3-й армейский корпус | 6-я дивизия            | 11-я пехотная бригада      | 35-й (Бранденбургский) стрелковый полк         | Бранденбург-на-Хафеле      |
| 3-й армейский корпус | 6-я дивизия            | 12-я пехотная бригада      | 24-й (4-й бранденбургский) пехотный полк       | Нойруппин                  |
| 3-й армейский корпус | 6-я дивизия            | 12-я пехотная бригада      | 64-й (8-й бранденбургский) пехотный полк       | Пренцлау, Ангермюнде       |
| 3-й армейский корпус | 6-я дивизия            | 6-я артиллерийская бригада | 3-й (1-й бранденбургский) артиллерийский полк  | Бранденбург-на-Хафеле      |
| 3-й армейский корпус | 6-я дивизия            | 6-я артиллерийская бригада | 39-й (Кирмаркский) артиллерийский полк         | Перлеберг                  |
| 3-й армейский корпус | 6-я дивизия            | 6-я кавалерийская бригада  | 6-й (Бранденбургский) кирасирский полк         | Бранденбург-на-Хафеле      |
| 3-й армейский корпус | 6-я дивизия            | 6-я кавалерийская бригада  | 3-й (Бранденбургский) гусарский полк           | Ратенов                    |
| 3-й армейский корпус | Отдельные формирования | Отдельные формирования     | 3-й (Бранденбургский) егерский батальон        | Люббен                     |
| 3-й армейский корпус | Отдельные формирования | Отдельные формирования     | 3-й (1-й Бранденбургский) инженерный батальон  | Магдебург                  |
| 3-й армейский корпус | Отдельные формирования | Отдельные формирования     | 28-й (2-й Бранденбургский) инженерный батальон | Кюстрин                    |
| 3-й армейский корпус | Отдельные формирования | Отдельные формирования     | 2-й телеграфный батальон                       | Франкфурт-на-Одере, Котбус |
| 3-й армейский корпус | Отдельные формирования | Отдельные формирования     | 3-й (Бранденбургский) железнодорожный батальон | Шпандау                    |

#### 1-й Баварский армейский корпус (Мюнхен,Бавария)
- 1-я Баварская дивизия (Мюнхен)
  - 1-я Баварская пехотная бригада (Мюнхен)
    - Баварский лейб-пехотный полк (Мюнхен)
    - 1-й Баварский пехотный полк (Мюнхен)

  - 2-я Баварская пехотная бригада (Мюнхен)
    - 2-й Баварский пехотный полк (Мюнхен)
    - 16-й Баварский пехотный полк (Пассау, Ландсхут)

  - 1-я Баварская кавалерийская бригада (Мюнхен)
    - 1-й Баварский полк тяжёлой кавалерии (Мюнхен)
    - 2-й Баварский полк тяжёлой кавалерии (Ландсхут)

  - 1-я Баварская артиллерийская бригада (Мюнхен)
    - 1-й Баварский артиллерийский полк (Мюнхен)
    - 7-й Баварский артиллерийский полк (Мюнхен)
- 2-я Баварская дивизия (Аугсбург)
  - 3-я Баварская пехотная бригада (Аугсбург)
    - 3-й Баварский пехотный полк (Аугсбург)
    - 20-й Баварский пехотный полк (Линдау, Кемптен)

  - 4-я Баварская пехотная бригада (Новый Ульм)
    - 12-й Баварский пехотный полк (Новый Ульм)
    - 15-й Баварский пехотный полк (Нойбург-на-Дунае)

  - 2-я Баварская кавалерийская бригада (Аугсбург)
    - 4-й Баварский полк лёгкой кавалерии (Аугсбург)
    - 8-й Баварский полк лёгкой кавалерии (Диллинген-на-Дунае)

  - 2-я Баварская артиллерийская бригада (Аугсбург)
    - 4-й Баварский артиллерийский полк (Аугсбург)
    - 9-й Баварский артиллерийский полк (Фрайзинг)
- 1-й Баварский егерский батальон (Фрайзинг)
- 1-й Баварский пехотно-артиллерийский полк (Мюнхен, Новый Ульм)
- 1-й Баварский инженерный батальон (Мюнхен)
- 1-й Баварский телеграфный батальон (Мюнхен)
- 2-й Баварский телеграфный батальон (Аугсбург)
- 1-й Баварский автомобильный батальон (Мюнхен)
- 1-й Баварский авиационный батальон (Обершлайсхайм)
- 1-й Баварский железнодорожный батальон (Мюнхен)
- Главное управление ландвера в Мюнхене (6 команд в составе)

#### 2-й Баварский армейский корпус (Вюрцбург, Бавария)
- 3-я Баварская дивизия (Город Ландау, Округ Ландау, Район Пфальц)
  - 5-я пехотная бригада (Город Цвайбрюкен, Округ Цвайбрюкен, Район Пфальц)
  - 6-я пехотная бригада (Город Ландау)
- 4-я Баварская дивизия (Внеокружной город Вюрцбург, Район Нижняя Франкония и Ашаффенбург)
  - 7-я пехотная бригада (Внеокружной город Вюрцбург)
  - 8-я пехотная бригада (Городской район Мец, Округ Лотарингия, Имперская земля Эльзасс-Лотарингия)

#### 3-й Баварский армейский корпус (Нюрнберг, Бавария)
- 5-я Баварская дивизия (Внеокружной город Нюрнберг, Район Средняя Франкония)
  - 9-я пехотная бригада (Внеокружной город Нюнберг)
  - 10-я пехотная бригада (Внеокружной город Байрет, Район Верхняя Франкония)
- 6-я Баварская дивизия (Внеокружной город Регенсбург, Район Верхний Пфальц и Регенсбург)
  - 11-я пехотная бригада (Внеокружной город Ингольштадт, Район Верхняя Бавария)
  - 12-я пехотная бригада (Внеокружной город Регенсбург)

### Командиры корпусов 4-й инспекции
|                                | 1871—1900                                                                                | 1900—1914                                                           | 1914—1919                                                                           |
| ------------------------------ | ---------------------------------------------------------------------------------------- | ------------------------------------------------------------------- | ----------------------------------------------------------------------------------- |
| 1-й Баварский армейский корпус | Людвиг, фрайхерр фон дер Танн Карл, фрайхерр фон Хорн Наследный принц Леопольд Баварский | Наследный принц Арнульф Баварский Наследный принц Рупрехт Баварский | Оскар, риттер фон Ксиландер Николаус, риттер фон Эндрес Максимилиан, риттер фон Хон |

### 5-я армейская инспекция (Карлсруэ)

#### 8-й армейский корпус (Кобленц, Провинция Рейн, Пруссия)
- 15-я дивизия (Кёльн, Административный округ Кёльн, Провинция Рейн, Пруссия)
  - 29-я пехотная бригада (Городской район Аахен, Административный округ Аахен, Провинция Рейн)
  - 30-я пехотная бригада (Городской район Кобленц, Административный округ Кобленц, Провинция Рейн)
- 16-я дивизия (Трир, Административный округ Трир, Провинция Рейн, Пруссия)
  - 31-я пехотная бригада (Городской район Трир)
  - 32-я пехотная бригада (Городской район Саарбрюкен, Административный округ Трир, Провинция Рейн)
  - 80-я пехотная бригада (Городской район Бонн, Административный округ Кёльн, Провинция Рейн)

#### 14-й армейский корпус (Карлсруэ, Баден)
| Бригада                             | Полк                               | Полк                               | Дислокация                     |
| Бригада                             | в армии Германии                   | в армии Бадена                     | Дислокация                     |
| 28-я дивизия (Карлсруэ)             | 28-я дивизия (Карлсруэ)            | 28-я дивизия (Карлсруэ)            | 28-я дивизия (Карлсруэ)        |
| ----------------------------------- | ---------------------------------- | ---------------------------------- | ------------------------------ |
| 55-я пехотная                       | 109-й гренадерский                 | 1-й гренадерский                   | Карлсруэ                       |
| 55-я пехотная                       | 110-й гренадерский                 | 2-й гренадерский                   | Мангейм, Гейдельберг           |
| 56-я пехотная                       | 40-й стрелковый                    | Гогенцоллернский стрелковый        | Раштатт                        |
| 56-я пехотная                       | 111-й пехотный                     | 3-й пехотный                       | Раштатт                        |
| 28-я кавалерийская                  | 20-й драгунский                    | 1-й драгунский                     | Карлсруэ                       |
| 28-я кавалерийская                  | 21-й драгунский                    | 2-й драгунский                     | Брухзаль, Шветцинген           |
| 28-я артиллерийская                 | 14-й артиллерийский                | 1-й артиллерийский                 | Карлсруэ                       |
| 28-я артиллерийская                 | 50-й артиллерийский                | 3-й артиллерийский                 | Карлсруэ                       |
| 29-я дивизия (Фрайбург-им-Брайсгау) |                                    |                                    |                                |
| 57-я пехотная                       | 113-й пехотный                     | 5-й пехотный                       | Фрайбург-им-Брайсгау           |
| 57-я пехотная                       | 114-й пехотный                     | 6-й пехотный                       | Констанц                       |
| 58-я пехотная                       | 112-й пехотный                     | 4-й пехотный                       | Мюльхаузен                     |
| 58-я пехотная                       | 142-й пехотный                     | 7-й пехотный                       | Мюльхаузен, Мюлльхейм          |
| 84-я пехотная                       | 169-й пехотный                     | 8-й пехотный                       | Лар, Виллинген                 |
| 84-я пехотная                       | 170-й пехотный                     | 9-й пехотный                       | Оффенбург, Донауэшинген        |
| 29-я кавалерийская                  | 22-й драгунский                    | 3-й драгунский                     | Мюльхаузен                     |
| 29-я кавалерийская                  | 5-й конно-стрелковый               | Конно-стрелковый                   | Мюльхаузен                     |
| 29-я артиллерийская                 | 30-й артиллерийский                | 2-й артиллерийский                 | Раштатт                        |
| 29-я артиллерийская                 | 76-й артиллерийский                | 5-й артиллерийский                 | Фрайбург-им-Брайсгау           |
| Отдельные подразделения             | Отдельные подразделения            | Отдельные подразделения            | Дислокация                     |
| в армии Германии                    | в армии Бадена                     | в армии Бадена                     | Дислокация                     |
| 14-й полк пешей артиллерии          | Баденский полк пешей артиллерии    | Баденский полк пешей артиллерии    | Страсбург, Мюлльхейм           |
| 14-й инженерный батальон            | Баденский инженерный батальон      | Баденский инженерный батальон      | Кель                           |
| 4-й телеграфный батальон            | Телеграфный батальон               | Телеграфный батальон               | Карлсруэ, Фрайбург-им-Брайсгау |
| 14-й железнодорожный батальон       | Баденский железнодорожный батальон | Баденский железнодорожный батальон | Дурлах                         |
| Главное управление ландвера         | Главное управление ландвера        | Главное управление ландвера        | Карлсруэ                       |

#### 15-й армейский корпус (Страсбург,Эльзас-Лотарингия)
- 30-я дивизия (Страсбург)
  - 60-я пехотная бригада (Страсбург)
    - 99-й (2-й верхнерейнский) пехотный полк (Заберн, Пфальцбург)
    - 143-й (4-й нижнеэльзасский) пехотный полк (Страсбург, Мюциг)

  - 85-я пехотная бригада (Страсбург)
    - 136-й (4-й лотарингийский) пехотный полк (Страсбург)
    - 105-й (6-й саксонский) пехотный полк (Страсбург)

  - 30-я кавалерийская бригада (Страсбург)
    - 15-й (3-й силезский) драгунский полк (Хагенау)
    - 9-й (2-й рейнский) гусарский полк (Страсбург)

  - 30-я артиллерийская бригада (Страсбург)
    - 51-й (2-й верхнеэльзасский) артиллерийский полк
    - 84-й (Страсбургский) артиллерийский полк
- 39-я дивизия (Кольмар)
  - 61-я пехотная бригада (Страсбург)
    - 132-й (1-й нижнеэльзасский) пехотный полк (Страсбург)
    - 126-й (8-й вюртембергский) пехотный полк (Страсбург)

  - 82-я пехотная бригада (Кольмар)
    - 171-й (2-й верхнеэльзасский) пехотный полк (Кольмар)
    - 172-й (3-й верхнеэльзасский) пехотный полк (Нёф-Бризах)

  - 39-я кавалерийская бригада (Кольмар)
    - 14-й (Курмаркский) драгунский полк (Кольмар)
    - 3-й конно-егерский полк (Кольмар)

  - 39-я артиллерийская бригада (Кольмар)
    - 66-й (4-й баденский) артиллерийский полк (Лар, Нёф-Бризах)
    - 80-й (3-й верхнеэльзасский) артиллерийский полк (Кольмар, Нёф-Бризах)
- 8-й (Рейнский) Егерский батальон (Селештадт)
- 14-й (Мекленбургский) Егерский батальон (Кольмар)
- 9-й пулемётный батальон (Страсбург)
- 10-й пулемётный батальон (Мюциг)
- 10-й (Нижнесаксонский) пехотно-артиллерийский полк (Страсбург)
- 13-й (Гогенцоллернский) пехотно-артиллерийский полк (Брайзах, Ульм)
- 14-й (Баденский) пехотно-артиллерийский полк (Страсбург)
- 15-й (1-й эльзасский) инженерный батальон (Страсбург)
- 19-й (2-й эльзасский) инженерный батальон (Страсбург)
- 4-я крепостная телефонная станция
- 4-й авиационный батальон (Страсбург, Мец, Фрайбург)
- 15-й (Эльзасский) Железнодорожный батальон (Страсбург)

### 6-я армейская инспекция (Штутгарт)
| Корпус               | Дивизия                | Бригада                    | Формирование                                     | Дислокация                |
| -------------------- | ---------------------- | -------------------------- | ------------------------------------------------ | ------------------------- |
| 4-й армейский корпус | 7-я дивизия            | 13-я пехотная бригада      | 26-й (1-й магдебургский) пехотный полк           | Магдебург                 |
| 4-й армейский корпус | 7-я дивизия            | 13-я пехотная бригада      | 66-й (3-й магдебургский) пехотный полк           | Магдебург                 |
| 4-й армейский корпус | 7-я дивизия            | 14-я пехотная бригада      | 27-й (2-й магдебургский) пехотный полк           | Хальберштадт              |
| 4-й армейский корпус | 7-я дивизия            | 14-я пехотная бригада      | 165-й (5-й ганноверский) пехотный полк           | Кведлинбург, Бланкенбург  |
| 4-й армейский корпус | 7-я дивизия            | 7-я артиллерийская бригада | 4-й (Магдебургский) артиллерийский полк          | Магдебург                 |
| 4-й армейский корпус | 7-я дивизия            | 7-я артиллерийская бригада | 40-й (Альтмаркский) артиллерийский полк          | Бург                      |
| 4-й армейский корпус | 7-я дивизия            | 7-я кавалерийская бригада  | 10-й (Магдебургский) гусарский полк              | Штендаль                  |
| 4-й армейский корпус | 7-я дивизия            | 7-я кавалерийская бригада  | 16-й (Альтмаркский) уланский полк                | Зальцведель, Гарделеген   |
| 4-й армейский корпус | 8-я дивизия            | 15-я пехотная бригада      | 36-й (Магдебургский) стрелковый полк             | Галле, Бернбург           |
| 4-й армейский корпус | 8-я дивизия            | 15-я пехотная бригада      | 93-й (Анхальтский) пехотный полк                 | Дессау, Цербст            |
| 4-й армейский корпус | 8-я дивизия            | 16-я пехотная бригада      | 72-й (4-й тюрингийский) пехотный полк            | Торгау, Эйленбург         |
| 4-й армейский корпус | 8-я дивизия            | 16-я пехотная бригада      | 153-й (8-й тюрингийский) пехотный полк           | Альтенбург, Мерзебург     |
| 4-й армейский корпус | 8-я дивизия            | 8-я артиллерийская бригада | 74-й (Торгауский) артиллерийский полк            | Торгау, Виттенберг        |
| 4-й армейский корпус | 8-я дивизия            | 8-я артиллерийская бригада | 75-й (Мансфельдский) артиллерийский полк         | Галле                     |
| 4-й армейский корпус | 8-я дивизия            | 8-я кавалерийская бригада  | 7-й (Магдебургский) кирасирский полк             | Хальберштадт, Кведлинбург |
| 4-й армейский корпус | 8-я дивизия            | 8-я кавалерийская бригада  | 12-й (Тюрингийский) гусарский полк               | Торгау                    |
| 4-й армейский корпус | Отдельные формирования | Отдельные формирования     | 4-й (Магдебургский) егерский батальон            | Наумбург                  |
| 4-й армейский корпус | Отдельные формирования | Отдельные формирования     | 4-й (Магдебургский) пехотный артиллерийский полк | Магдебург                 |
| 4-й армейский корпус | Отдельные формирования | Отдельные формирования     | 4-й (Магдебургский) инженерный батальон          | Магдебург                 |
| 4-й армейский корпус | Отдельные формирования | Отдельные формирования     | 4-й (Магдебургский) железнодорожный батальон     | Магдебург                 |

#### 11-й армейский корпус (Кассель, Провинция Гессен-Нассау, Пруссия)
- 21-я дивизия (Кассель, Административный округ Кассель, Провинция Гессен-Нассау, Пруссия)
  - 41-я пехотная бригада (Город Майнц, Район Майнц, Провинция Рейнгессен, Великое Герцогство Гессен)
  - 42-я пехотная бригада (Городской район Франкфурт-на-Майне, Административный округ Висбаден, Провинция Гессен-Нассау, Королевство Пруссия)
- 22-я дивизия (Эрфурт, Административный округ Эрфурт, Провинция Саксония, Пруссия)
  - 43-я пехотная бригада (Городской район Кассель, Административный округ Кассель, Провинция Гессен-Кассель, Королевство Пруссия)
  - 44-я пехотная бригада (Городской район Кассель)

#### 13-й армейский корпус (Штутгарт,КоролевствоВюртемберг)

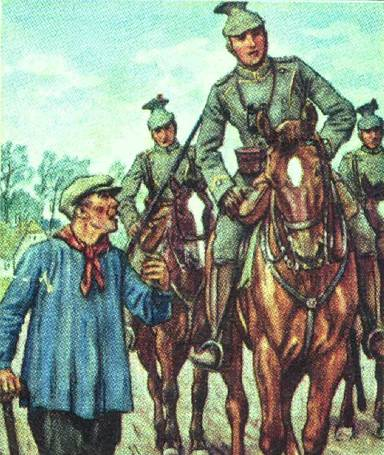
Патруль 20-го уланского полка короля Вильгельма I (2-го вюртембергского) во Фландрии, октябрь 1914 г.

| Бригада                       | Полк                                    | Полк                                    | Дислокация              |
| Бригада                       | в армии Германии                        | в армии Вюртемберга                     | Дислокация              |
| 26-я дивизия (Штутгарт)       | 26-я дивизия (Штутгарт)                 | 26-я дивизия (Штутгарт)                 | 26-я дивизия (Штутгарт) |
| ----------------------------- | --------------------------------------- | --------------------------------------- | ----------------------- |
| 51-я пехотная                 | 119-й гренадерский                      | 1-й гренадерский                        | Штутгарт                |
| 51-я пехотная                 | 125-й пехотный                          | 7-й пехотный                            | Штутгарт                |
| 52-я пехотная                 | 121-й пехотный                          | 3-й пехотный                            | Людвигсбург             |
| 52-я пехотная                 | 122-й стрелковый                        | 4-й стрелковый                          | Хеильбронн, Мергентхайм |
| 26-я кавалерийская            | 25-й драгунский                         | 1-й драгунский                          | Людвигсбург             |
| 26-я кавалерийская            | 26-й драгунский                         | 2-й драгунский                          | Каннштадт               |
| 26-я артиллерийская           | 29-й артиллерийский                     | 2-й артиллерийский                      | Людвигсбург             |
| 26-я артиллерийская           | 65-й артиллерийский                     | 4-й артиллерийский                      | Людвигсбург             |
| 27-я дивизия (Ульм)           |                                         |                                         |                         |
| 53-я пехотная                 | 123-й гренадерский                      | 5-й гренадерский                        | Ульм                    |
| 53-я пехотная                 | 124-й пехотный                          | 6-й пехотный                            | Вайнгартен              |
| 54-я пехотная                 | 120-й пехотный                          | 2-й пехотный                            | Ульм                    |
| 54-я пехотная                 | 127-й пехотный                          | 9-й пехотный                            | Ульм, Вайблинген        |
| 54-я пехотная                 | 180-й пехотный                          | 10-й пехотный                           | Тюбинген, Швебиш-Гмюнд  |
| 27-я артиллерийская           | 13-й артиллерийский                     | 1-й артиллерийский                      | Ульм, Каннштадт         |
| 27-я артиллерийская           | 19-й уланский                           | 1-й уланский                            | Вайблинген              |
| 27-я артиллерийская           | 20-й уланский                           | 2-й уланский                            | Людвигсбург             |
| 27-я артиллерийская           | 49-й артиллерийский                     | 3-й артиллерийский                      | Ульм                    |
| Отдельные подразделения       | Отдельные подразделения                 | Отдельные подразделения                 | Дислокация              |
| в армии Германии              | в армии Вюртемберга                     | в армии Вюртемберга                     | Дислокация              |
| 13-й инженерный батальон      | Вюртембергский инженерный батальон      | Вюртембергский инженерный батальон      | Ульм                    |
| 13-й железнодорожный батальон | Вюртембергский железнодорожный батальон | Вюртембергский железнодорожный батальон | Людвигсбург             |
| Главное управление ландвера   | Главное управление ландвера             | Главное управление ландвера             | Штутгарт                |

### Командиры корпусов 6-й инспекции

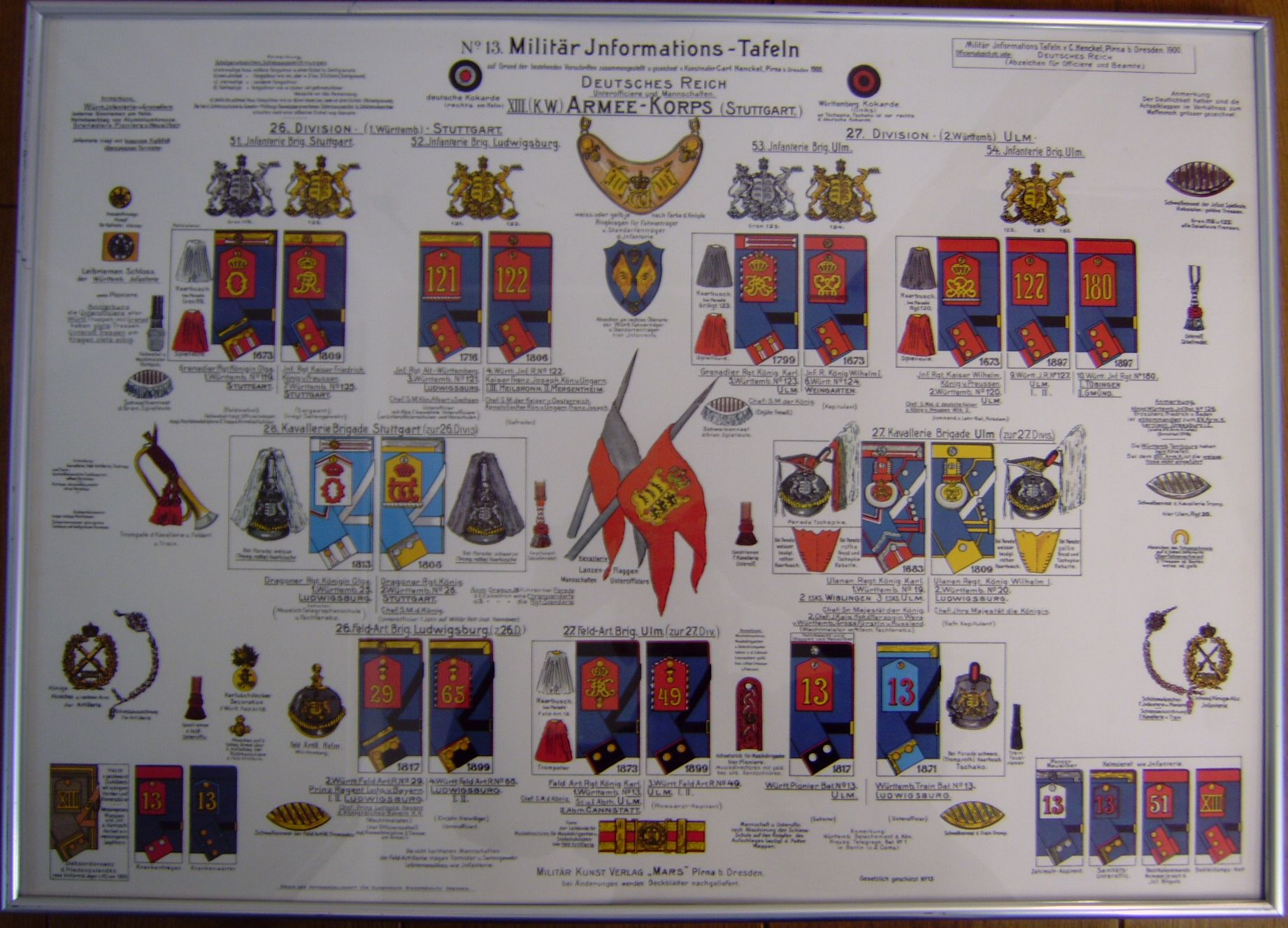
Таблица форм обмундирования частей 13-го АК

|                                        | 1871—1900 | 1900—1914                                                                                           | 1914—1919                                                                                |
| -------------------------------------- | --- | --------------------------------------------------------------------------------------------------- | ---------------------------------------------------------------------------------------- |
| 13-й (Вюртембергский) армейский корпус | Великий герцог Фридрих Франс II Волк Луи Фердинанд фон Штюльпнагель Фердинанд Эмиль Карл фон Шварцкоппен Ханс Фердинанд фон Шахтмейер Густав Герман фон Альвенслебен Вильгельм фон Волкерн Оскар фон Линдеквист | Людвиг, фрайхерр фон Фалькенхаузен Конрад фон Хьюго Джозеф фон Фалуа Герцог Вюртембергский Альбрехт | Макс фон Фабек Теодор, фрайхерр фон Уоттер Герман фон Стаабс Теодор, фрайхерр фон Уоттер |

### 7-я армейская инспекция (Саарбрюкен)

#### 16-й армейский корпус (Метц, Эльзас-Лотарингия)
- 33-я дивизия (Мец, Округ Лотарингия, Эльзас-Лотарингия)
  - 66-я пехотная бригада (Городской район Мец)
  - 67-я пехотная бригада (Городской район Мец)
- 34-я дивизия (Мец, Округ Лотарингия, Эльзас-Лотарингия)
  - 68-я пехотная бригада (Городской район Мец)
  - 86-я пехотная бригада (Саарлуиз, Район Саарлуиз, Административный округ Трир, Провинция Рейн, Королевство Пруссия)

#### 18-й армейский корпус (Франкфурт-на-Майне, Провинция Гессен-Нассау, Пруссия)
- 21-я дивизия (Франкфурт-на-Майне, Административный округ Виссбаден, Провинция Гессен-Нассау, Пруссия)
  - 41-я пехотная бригада (Город Майнц, Район Майнц, Провинция Рейнгессен)
  - 42-я пехотная бригада (Городской район Франкфурт-на-Майне)
- 25-я Гессенская дивизия (Дармштадт, Провинция Штаркенбург, Гессен)
  - 49-я Гессенская пехотная бригада (Город Дармштадт, Район Дармштадт, Провинция Штаркенбург, Великое Герцогство Гессен)
  - 50-я Гессенская пехотная бригада (Город Майнц)

#### 21-й армейский корпус (Саарбрюкен, Провинция Рейн, Пруссия)
- 31-я дивизия (Саарбрюкен, Административный округ Трир, Провинция Рейн, Пруссия)
  - 32-я пехотная бригада (Городской район Саарбрюкен)
  - 62-я пехотная бригада (Город Хагенау, Район Хагенау, Округ Нижний Эльзас, Имперская земля Эльзасс-Лотарингия)
- 42-я дивизия (Саарбург, Административный округ Трир, Провинция Рейн, Пруссия)
  - 59-я пехотная бригада (Город Саарбург, Район Саарбург, Округ Лотарингия, Имперская земля Эльзас-Лотарингия)
  - 65-я пехотная бригада (Город Мёрхинген, Район Форбах, Округ Лотарингия, Имперская земля Эльзас-Лотарингия)

### 8-я армейская инспекция (Берлин)
| Корпус               | Дивизия                | Бригада                    | Формирование                                        | Дислокация              |
| -------------------- | ---------------------- | -------------------------- | --------------------------------------------------- | ----------------------- |
| 2-й армейский корпус | 3-я дивизия            | 5-я пехотная бригада       | 2-й (1-й померанский) гренадерский полк             | Штеттин                 |
| 2-й армейский корпус | 3-я дивизия            | 5-я пехотная бригада       | 9-й (2-й померанский) гренадерский полк             | Старгард                |
| 2-й армейский корпус | 3-я дивизия            | 5-я пехотная бригада       | 54-й (7-й померанский) пехотный полк                | Кольберг, Кошалин       |
| 2-й армейский корпус | 3-я дивизия            | 6-я пехотная бригада       | 34-й (Померанский) стрелковый полк                  | Штеттин, Свинемюнде     |
| 2-й армейский корпус | 3-я дивизия            | 6-я пехотная бригада       | 42-й (5-й померанский) пехотный полк                | Штральзунд, Грейфсвальд |
| 2-й армейский корпус | 3-я дивизия            | 3-я артиллерийская бригада | 2-й (1-й померанский) артиллерийский полк           | Кольберг, Бэльгард      |
| 2-й армейский корпус | 3-я дивизия            | 3-я артиллерийская бригада | 38-й (Ворпоммершский) артиллерийский полк           | Штеттин                 |
| 2-й армейский корпус | 3-я дивизия            | 3-я кавалерийская бригада  | 2-й (Померанский) кирасирский полк                  | Пазевальк               |
| 2-й армейский корпус | 3-я дивизия            | 3-я кавалерийская бригада  | 9-й (2-й померанский) уланский полк                 | Деммин                  |
| 2-й армейский корпус | 4-я дивизия            | 7-я пехотная бригада       | 14-й (3-й померанский) пехотный полк                | Бромберг                |
| 2-й армейский корпус | 4-я дивизия            | 7-я пехотная бригада       | 149-й (6-й западно-прусский) пехотный полк          | Шнейдемюль, Дойч-Кроне  |
| 2-й армейский корпус | 4-я дивизия            | 8-я пехотная бригада       | 49-й (6-й померанский) пехотный полк                | Гнезен                  |
| 2-й армейский корпус | 4-я дивизия            | 8-я пехотная бригада       | 140-й (4-й западно-прусский) пехотный полк          | Хохенсолза              |
| 2-й армейский корпус | 4-я дивизия            | 4-я артиллерийская бригада | 17-й (2-й померанский) артиллерийский полк          | Бромберг                |
| 2-й армейский корпус | 4-я дивизия            | 4-я артиллерийская бригада | 53-й (Хинтерпоммершский) артиллерийский полк        | Бромберг, Хохенсолза    |
| 2-й армейский корпус | 4-я дивизия            | 4-я кавалерийская бригада  | 3-й (Ноймаркский) конно-гренадерский полк           | Бромберг                |
| 2-й армейский корпус | 4-я дивизия            | 4-я кавалерийская бригада  | 12-й (2-й бранденбургский) драгунский полк          | Гнезен                  |
| 2-й армейский корпус | Отдельные формирования | Отдельные формирования     | 2-й (1-й померанский) пехотный артиллерийский полк  | Свинемюнде, Эмден       |
| 2-й армейский корпус | Отдельные формирования | Отдельные формирования     | 15-й (2-й померанский) пехотный артиллерийский полк | Бромберг, Грауденц      |
| 2-й армейский корпус | Отдельные формирования | Отдельные формирования     | 2-й (Померанский) инженерный батальон               | Штеттин                 |
| 2-й армейский корпус | Отдельные формирования | Отдельные формирования     | 2-й (Померанский) железнодорожный батальон          | Штеттин                 |

#### 5-й армейский корпус (Позен, Провинция Познань, Пруссия)
- 9-я дивизия (Глогау, Административный округ Лигниц (Liegnitz, современный Легниц в Польше), Провинция Силезия, Пруссия)
  - 17-я пехотная бригада (Город Глогау, Район Глогау, Административный округ Лигниц, Провинция Силезия, Королевство Пруссия)
  - 18-я пехотная бригада (Городской район Лигниц, Административный округ Лигниц, Провинция Силезия, Королевство Пруссия)
- 10-я дивизия (Позен, Административный округ Позен, Провинция Познань, Пруссия)
  - 19-я пехотная бригада (Городской район Позен)
  - 20-я пехотная бригада (Городской район Позен)
  - 77-я пехотная бригада (Город Острово, Район Острово, Административный округ Позен, Провинция Позен, Королевство Пруссия)

#### 6-й армейский корпус (Бреслау,Провинция Силезия,Пруссия)
- 11-я дивизия (Бреслау)
  - 21-я пехотная бригада (Швайдниц)
    - 10-й (1-й силезский) гренадерский полк (Швайдниц)
    - 38-й (Силезский) стрелковый полк (Глац)

  - 22-я пехотная бригада (Позен)
    - 11-й (2-й силезский) гренадерский полк (Бреслау)
    - 51-й (4-й нижнесилезский) пехотный полк (Бреслау)

  - 11-я кавалерийская бригада (Позен)
    - 1-й (Силезский) лейб-кирасирский полк (Бреслау)
    - 8-й (2-й силезский) драгунский полк (Крюсберг, Бернштадт, Намслау)

  - 11-я артиллерийская бригада (Позен)
    - 6-й (1-й силезский) артиллерийский полк (Бреслау)
    - 42-й (2-й силезский) артиллерийский полк (Швайдниц)
- 12-я дивизия (Нейссе)
  - 23-я пехотная бригада (Глейвиц)
    - 22-й (1-й верхнесилезский) пехотный полк (Глейвиц, Каттовиц)
    - 156-й (3-й верхнесилезский) пехотный полк (Бойден, Тарновиц)

  - 24-я пехотная бригада (Нейссе)
    - 23-й (2-й верхнесилезский) пехотный полк (Нейссе)
    - 62-й (3-й верхнесилезский) пехотный полк (Козель, Ратибор)

  - 78-я пехотная бригада (Бриг)
    - 63-й (4-й верхнесилезский) пехотный полк (Оппельн, Люблиниц)
    - 157-й (4-й силезский) пехотный полк (Бриг)

  - 12-я кавалерийская бригада (Нейссе)
    - 4-й (1-й силезский) гусарский полк (Олау)
    - 6-й (2-й силезский) гусарский полк (Леобшуц, Ратибор)

  - 44-я кавалерийская бригада (Глейвиц)
    - 2-й (Силезский) уланский полк (Глейвиц, Плесс)
    - 11-й конно-егерский полк (Тарновиц, Люблиниц)

  - 12-я артиллерийская бригада (Нейссе)
    - 21-й (1-й верхнесилезский) артиллерийский полк (Нейссе, Гротткау)
    - 57-й (2-й верхнесилезский) артиллерийский полк (Нойштадт, Глейвиц)
- 2-й (Верхнесилезский) Егерский батальон (Олес)
- 1-й пулемётный батальон (Бреслау)
- 6-й (Верхнесилезский) пехотно-артиллерийский полк (Нейссе, Глогау)
- 6-й (Силезский) инженерный батальон (Нейссе)
- 6-й (Силезский) железнодорожный батальон (Бреслау)

## Карта формирований

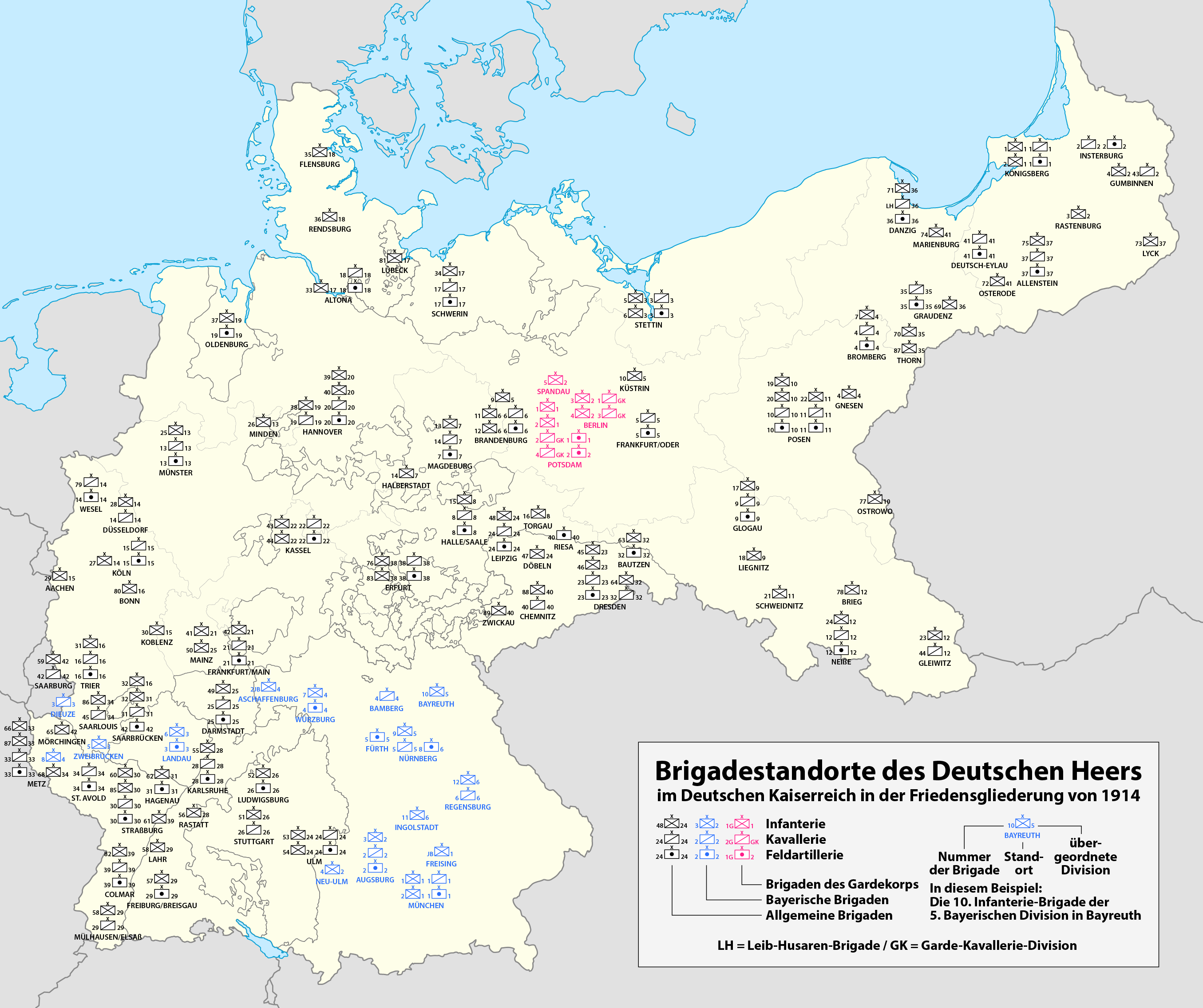
Размещение формирований (бригад) на территории империи (по состоянию на 1914 год)

## Флаги формирований

Флаг штаба армии
Флаг штаба армейского корпуса
Флаг дивизии
Флаг пехотного полка

## Звания

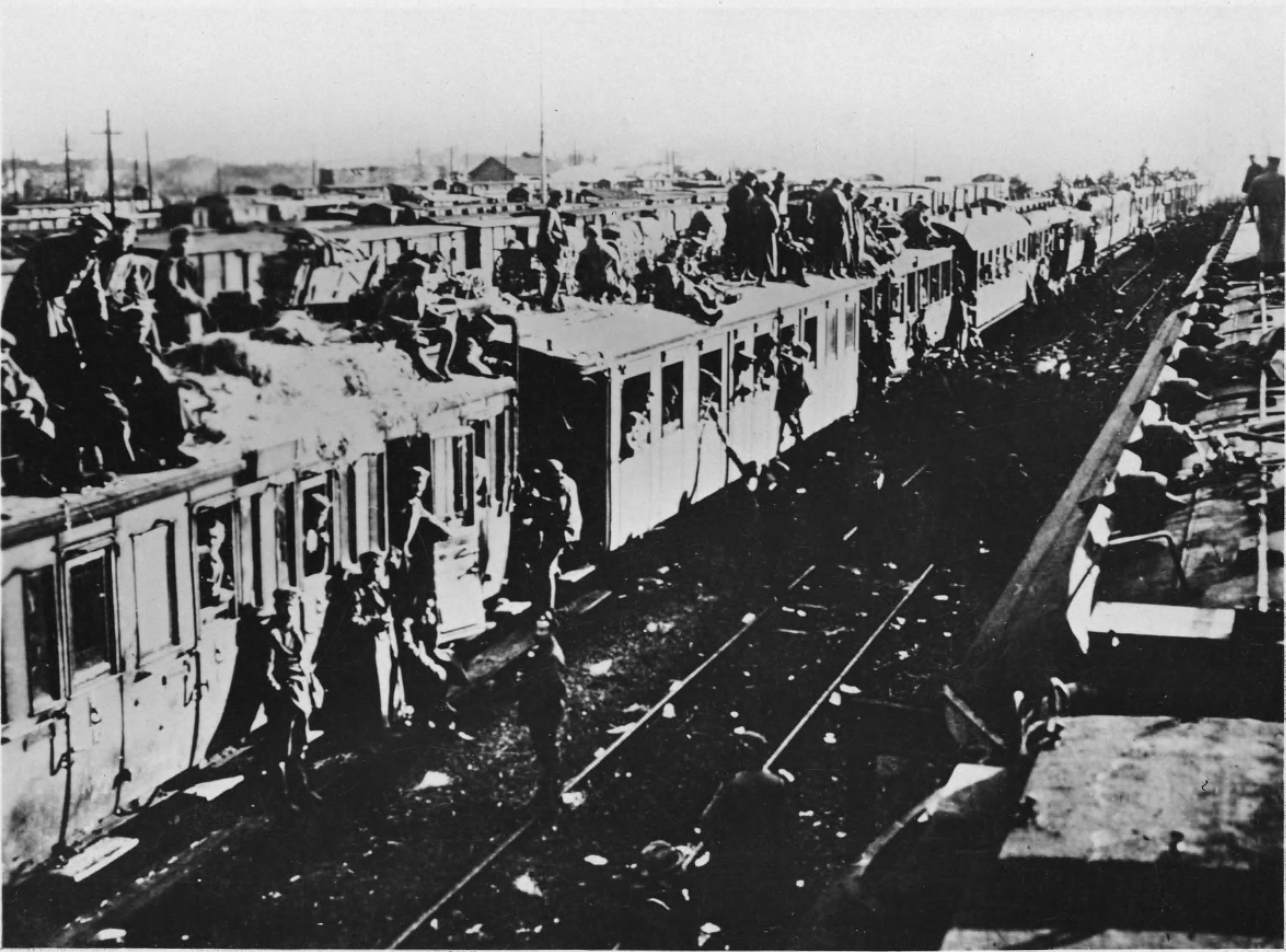
Демобилизация немецкой армии, западный фронт, 1918 год. Солдаты залезают на крыши и двери поезда, места внутри которого уже заняты другими солдатами.

Система званий и знаков различия заимствована из вооружённых сил Пруссии, позднее перешла в рейхсвер.
- Генерал-фельдмаршал (Generalfeldmarschall)
- Генерал-оберст (Generaloberst), присваивалось армейским инспекторам
- Генерал от инфантерии (General der Infanterie), Генерал от кавалерии (General der Kavallerie) в кавалерии, Генерал от артиллерии (General der Artillerie) в артиллерии, присваивалось командирам армейских корпусов
- Генерал-лейтенант (Generalleutnant), присваивалось командирам дивизий
- Генерал-майор (Generalmajor), присваивалось командирам бригад
- Оберст (Oberst), присваивалось командирам полков
- Оберст-лейтенант (Oberstleutnant), присваивалось заместителям командиров полков
- Майор (Major), присваивалось командирам батальонов
- Гауптман (Hauptmann) или (Kapitän), Ротмистр (Rittmeister) в кавалерии, присваивалось командирам рот
- Обер-лейтенант (Oberleutnant) или Премьер-лейтенант (Premierlieutenant) или фейерверкс-обер-лейтенант (Feuerwerksoberleutnant) в артиллерии
- Лейтенант (Leutnant) или Секунд-лейтенант (Secondelieutenant) или фейерверкс-лейтенант (Feuerwerksleutnant) в артиллерии
- Фельдфебель-лейтенант (Feldwebelleutnant)
- Фенрих (Fähnrich)
- Зауряд-офицер (Offiziersstellvertreter)
- Фельдфебель (Feldwebel) в пехоте, в кавалерии и артиллерии — вахмистр (Wachtmeister)
- Вице-фельдфебель (Vizefeldwebel) в пехоте, в кавалерии и артиллерии — вице-вахмистр (Vizewachtmeister)
- Сержант (Sergeant)
- Унтер-офицер (Unteroffizier) или капрал (Corporal)
- Обер-ефрейтор (Obergefreiter), бомбардир (Bombardier) в артиллерии
- Ефрейтор (Gefreiter)
- Гренадер (Grenadier) в гренадерских полках, фузилёр (Füsilier) в фузилёрских полках, егерь (Jäger) в егерских батальонах, мушкетёр (Musketier)[4] в пехотных полках, , сапёр (Pionier) в инженерных батальонах, драгун (Dragoner), «гусар» (Husar), кирасир (Kürassier), улан (Ulan)[5], канонир (Kanonier) в артиллерийских полках, ездовой (Fahrer) в батальонах снабжения[6]